# Lista de asteroides (465001-466000)
Esta é uma lista parcial de asteroides, do asteroide número 465001 até o 466000, inclusive. Veja também o índice com todas as listas disponíveis.

| Objeto Próximos à Terra | Cinturão de asteroides (interno) | Cinturão de asteroides (externo) | Centauro       |
| Cruzador de Marte       | Cinturão de asteroides (meio)    | Troianos de Júpiter              | Transnetuniano |

Veja mais dados de cada asteroide na ligação externa para o Minor Planet Center na última coluna.
Índice: 465001... 465101... 465201... 465301... 465401... 465501... 465601... 465701... 465801... 465901... 

## 465001–465100
| Designação | Designação | Descoberta  | Descoberta        | Descobridor(es)     | Categoria | Mais informações / Referência |
| Permanente | Provisória | Data        | Local             | Descobridor(es)     | Categoria | Mais informações / Referência |
| ---------- | ---------- | ----------- | ----------------- | ------------------- | --------- | ----------------------------- |
| 465001     | 2006 DV104 | 25 fev 2006 | Kitt Peak         | Spacewatch          | —         | MPC                           |
| 465002     | 2006 DL125 | 30 jan 2006 | Kitt Peak         | Spacewatch          | —         | MPC                           |
| 465003     | 2006 DO131 | 25 fev 2006 | Kitt Peak         | Spacewatch          | —         | MPC                           |
| 465004     | 2006 EE49  | 4 mar 2006  | Kitt Peak         | Spacewatch          | —         | MPC                           |
| 465005     | 2006 FG31  | 25 fev 2006 | Kitt Peak         | Spacewatch          | Ursula    | MPC                           |
| 465006     | 2006 FT41  | 26 mar 2006 | Mount Lemmon      | Mount Lemmon Survey | —         | MPC                           |
| 465007     | 2006 FZ41  | 26 mar 2006 | Mount Lemmon      | Mount Lemmon Survey | —         | MPC                           |
| 465008     | 2006 GV14  | 2 abr 2006  | Kitt Peak         | Spacewatch          | —         | MPC                           |
| 465009     | 2006 GN33  | 7 abr 2006  | Kitt Peak         | Spacewatch          | —         | MPC                           |
| 465010     | 2006 GH37  | 8 abr 2006  | Kitt Peak         | Spacewatch          | —         | MPC                           |
| 465011     | 2006 HQ14  | 19 abr 2006 | Mount Lemmon      | Mount Lemmon Survey | —         | MPC                           |
| 465012     | 2006 HA41  | 21 abr 2006 | Kitt Peak         | Spacewatch          | Brangane  | MPC                           |
| 465013     | 2006 HG64  | 24 abr 2006 | Kitt Peak         | Spacewatch          | —         | MPC                           |
| 465014     | 2006 HJ77  | 25 abr 2006 | Kitt Peak         | Spacewatch          | —         | MPC                           |
| 465015     | 2006 HH115 | 26 abr 2006 | Kitt Peak         | Spacewatch          | —         | MPC                           |
| 465016     | 2006 HK154 | 30 abr 2006 | Kitt Peak         | Spacewatch          | —         | MPC                           |
| 465017     | 2006 JY9   | 1 mai 2006  | Kitt Peak         | Spacewatch          | Brangane  | MPC                           |
| 465018     | 2006 JJ13  | 21 abr 2006 | Kitt Peak         | Spacewatch          | —         | MPC                           |
| 465019     | 2006 JP21  | 2 mai 2006  | Kitt Peak         | Spacewatch          | Brangane  | MPC                           |
| 465020     | 2006 JX32  | 21 abr 2006 | Kitt Peak         | Spacewatch          | —         | MPC                           |
| 465021     | 2006 JS36  | 4 mai 2006  | Kitt Peak         | Spacewatch          | —         | MPC                           |
| 465022     | 2006 JY38  | 6 mai 2006  | Mount Lemmon      | Mount Lemmon Survey | —         | MPC                           |
| 465023     | 2006 JK41  | 29 abr 2006 | Kitt Peak         | Spacewatch          | —         | MPC                           |
| 465024     | 2006 KE32  | 20 mai 2006 | Kitt Peak         | Spacewatch          | —         | MPC                           |
| 465025     | 2006 KK35  | 20 mai 2006 | Kitt Peak         | Spacewatch          | —         | MPC                           |
| 465026     | 2006 KH45  | 24 abr 2006 | Kitt Peak         | Spacewatch          | —         | MPC                           |
| 465027     | 2006 KJ51  | 26 abr 2006 | Mount Lemmon      | Mount Lemmon Survey | —         | MPC                           |
| 465028     | 2006 KW51  | 30 abr 2006 | Kitt Peak         | Spacewatch          | —         | MPC                           |
| 465029     | 2006 KJ59  | 22 mai 2006 | Kitt Peak         | Spacewatch          | —         | MPC                           |
| 465030     | 2006 KH62  | 22 mai 2006 | Kitt Peak         | Spacewatch          | —         | MPC                           |
| 465031     | 2006 KL70  | 7 mai 2006  | Mount Lemmon      | Mount Lemmon Survey | —         | MPC                           |
| 465032     | 2006 KT87  | 1 mai 2006  | Kitt Peak         | Spacewatch          | —         | MPC                           |
| 465033     | 2006 MC12  | 21 jun 2006 | Palomar           | NEAT                | —         | MPC                           |
| 465034     | 2006 PK3   | 30 mai 2006 | Mount Lemmon      | Mount Lemmon Survey | —         | MPC                           |
| 465035     | 2006 PO25  | 26 mai 2006 | Mount Lemmon      | Mount Lemmon Survey | —         | MPC                           |
| 465036     | 2006 QK13  | 16 ago 2006 | Lulin Observatory | C.-S. Lin, Q.-z. Ye | —         | MPC                           |
| 465037     | 2006 QH23  | 20 ago 2006 | Palomar           | NEAT                | —         | MPC                           |
| 465038     | 2006 QP26  | 19 ago 2006 | Palomar           | NEAT                | —         | MPC                           |
| 465039     | 2006 QT61  | 22 ago 2006 | Palomar           | NEAT                | —         | MPC                           |
| 465040     | 2006 QN62  | 23 ago 2006 | Socorro           | LINEAR              | —         | MPC                           |
| 465041     | 2006 QA64  | 25 ago 2006 | Socorro           | LINEAR              | —         | MPC                           |
| 465042     | 2006 QG74  | 21 ago 2006 | Kitt Peak         | Spacewatch          | —         | MPC                           |
| 465043     | 2006 QE81  | 24 ago 2006 | Palomar           | NEAT                | —         | MPC                           |
| 465044     | 2006 QA106 | 28 ago 2006 | Catalina          | CSS                 | —         | MPC                           |
| 465045     | 2006 QO114 | 27 ago 2006 | Anderson Mesa     | LONEOS              | —         | MPC                           |
| 465046     | 2006 QW148 | 18 ago 2006 | Kitt Peak         | Spacewatch          | —         | MPC                           |
| 465047     | 2006 RW33  | 27 ago 2006 | Anderson Mesa     | LONEOS              | —         | MPC                           |
| 465048     | 2006 RY41  | 14 set 2006 | Kitt Peak         | Spacewatch          | Mitidika  | MPC                           |
| 465049     | 2006 RG61  | 30 ago 2006 | Anderson Mesa     | LONEOS              | —         | MPC                           |
| 465050     | 2006 RM74  | 15 set 2006 | Kitt Peak         | Spacewatch          | —         | MPC                           |
| 465051     | 2006 RW80  | 15 set 2006 | Kitt Peak         | Spacewatch          | —         | MPC                           |
| 465052     | 2006 RE81  | 15 set 2006 | Kitt Peak         | Spacewatch          | —         | MPC                           |
| 465053     | 2006 RC84  | 15 set 2006 | Kitt Peak         | Spacewatch          | —         | MPC                           |
| 465054     | 2006 SY3   | 16 set 2006 | Catalina          | CSS                 | —         | MPC                           |
| 465055     | 2006 SE11  | 16 set 2006 | Kitt Peak         | Spacewatch          | —         | MPC                           |
| 465056     | 2006 SD12  | 29 ago 2006 | Anderson Mesa     | LONEOS              | —         | MPC                           |
| 465057     | 2006 SU31  | 17 set 2006 | Kitt Peak         | Spacewatch          | —         | MPC                           |
| 465058     | 2006 SZ35  | 17 set 2006 | Anderson Mesa     | LONEOS              | —         | MPC                           |
| 465059     | 2006 SF41  | 18 set 2006 | Catalina          | CSS                 | —         | MPC                           |
| 465060     | 2006 SK41  | 21 jul 2006 | Mount Lemmon      | Mount Lemmon Survey | —         | MPC                           |
| 465061     | 2006 SB61  | 18 set 2006 | Catalina          | CSS                 | —         | MPC                           |
| 465062     | 2006 SJ76  | 19 set 2006 | Kitt Peak         | Spacewatch          | —         | MPC                           |
| 465063     | 2006 SM89  | 21 jul 2006 | Mount Lemmon      | Mount Lemmon Survey | —         | MPC                           |
| 465064     | 2006 SY95  | 18 set 2006 | Kitt Peak         | Spacewatch          | Mitidika  | MPC                           |
| 465065     | 2006 SF107 | 19 set 2006 | Kitt Peak         | Spacewatch          | —         | MPC                           |
| 465066     | 2006 SC112 | 22 set 2006 | Catalina          | CSS                 | —         | MPC                           |
| 465067     | 2006 SU121 | 19 set 2006 | Catalina          | CSS                 | —         | MPC                           |
| 465068     | 2006 SR202 | 17 set 2006 | Kitt Peak         | Spacewatch          | —         | MPC                           |
| 465069     | 2006 SE213 | 19 set 2006 | Catalina          | CSS                 | —         | MPC                           |
| 465070     | 2006 SV229 | 18 set 2006 | Kitt Peak         | Spacewatch          | —         | MPC                           |
| 465071     | 2006 SJ246 | 16 set 2006 | Kitt Peak         | Spacewatch          | —         | MPC                           |
| 465072     | 2006 SR301 | 26 set 2006 | Catalina          | CSS                 | —         | MPC                           |
| 465073     | 2006 ST346 | 28 set 2006 | Kitt Peak         | Spacewatch          | —         | MPC                           |
| 465074     | 2006 SP356 | 30 set 2006 | Catalina          | CSS                 | —         | MPC                           |
| 465075     | 2006 SA357 | 30 set 2006 | Catalina          | CSS                 | —         | MPC                           |
| 465076     | 2006 SG365 | 30 set 2006 | Catalina          | CSS                 | —         | MPC                           |
| 465077     | 2006 SU367 | 27 set 2006 | Catalina          | CSS                 | —         | MPC                           |
| 465078     | 2006 SX410 | 19 dez 2003 | Kitt Peak         | Spacewatch          | —         | MPC                           |
| 465079     | 2006 TX52  | 12 out 2006 | Kitt Peak         | Spacewatch          | —         | MPC                           |
| 465080     | 2006 TT79  | 13 out 2006 | Kitt Peak         | Spacewatch          | —         | MPC                           |
| 465081     | 2006 TY103 | 15 out 2006 | Kitt Peak         | Spacewatch          | —         | MPC                           |
| 465082     | 2006 TE105 | 15 out 2006 | Kitt Peak         | Spacewatch          | —         | MPC                           |
| 465083     | 2006 TH127 | 4 out 2006  | Mount Lemmon      | Mount Lemmon Survey | —         | MPC                           |
| 465084     | 2006 TW127 | 12 out 2006 | Kitt Peak         | Spacewatch          | —         | MPC                           |
| 465085     | 2006 UD10  | 30 set 2006 | Mount Lemmon      | Mount Lemmon Survey | —         | MPC                           |
| 465086     | 2006 UH17  | 16 out 2006 | Kitt Peak         | Spacewatch          | —         | MPC                           |
| 465087     | 2006 UU39  | 28 set 2006 | Mount Lemmon      | Mount Lemmon Survey | —         | MPC                           |
| 465088     | 2006 UC57  | 18 out 2006 | Kitt Peak         | Spacewatch          | —         | MPC                           |
| 465089     | 2006 UF59  | 19 out 2006 | Kitt Peak         | Spacewatch          | —         | MPC                           |
| 465090     | 2006 UZ71  | 17 out 2006 | Kitt Peak         | Spacewatch          | —         | MPC                           |
| 465091     | 2006 UV81  | 17 out 2006 | Mount Lemmon      | Mount Lemmon Survey | —         | MPC                           |
| 465092     | 2006 UG89  | 17 out 2006 | Kitt Peak         | Spacewatch          | —         | MPC                           |
| 465093     | 2006 UQ103 | 30 set 2006 | Mount Lemmon      | Mount Lemmon Survey | Mitidika  | MPC                           |
| 465094     | 2006 UM118 | 19 out 2006 | Kitt Peak         | Spacewatch          | —         | MPC                           |
| 465095     | 2006 UB140 | 19 out 2006 | Kitt Peak         | Spacewatch          | —         | MPC                           |
| 465096     | 2006 UT186 | 22 set 2006 | Anderson Mesa     | LONEOS              | —         | MPC                           |
| 465097     | 2006 UE191 | 28 ago 2006 | Catalina          | CSS                 | —         | MPC                           |
| 465098     | 2006 UQ217 | 31 out 2006 | Catalina          | CSS                 | —         | MPC                           |
| 465099     | 2006 UY236 | 23 out 2006 | Kitt Peak         | Spacewatch          | —         | MPC                           |
| 465100     | 2006 UQ245 | 27 out 2006 | Mount Lemmon      | Mount Lemmon Survey | —         | MPC                           |

## 465101–465200
| Designação | Designação | Descoberta  | Descoberta    | Descobridor(es)     | Categoria | Mais informações / Referência |
| Permanente | Provisória | Data        | Local         | Descobridor(es)     | Categoria | Mais informações / Referência |
| ---------- | ---------- | ----------- | ------------- | ------------------- | --------- | ----------------------------- |
| 465101     | 2006 UE252 | 27 out 2006 | Mount Lemmon  | Mount Lemmon Survey | —         | MPC                           |
| 465102     | 2006 UO273 | 27 out 2006 | Kitt Peak     | Spacewatch          | —         | MPC                           |
| 465103     | 2006 UJ276 | 19 set 2006 | Kitt Peak     | Spacewatch          | —         | MPC                           |
| 465104     | 2006 UM288 | 29 out 2006 | Mount Lemmon  | Mount Lemmon Survey | —         | MPC                           |
| 465105     | 2006 UD290 | 31 out 2006 | Kitt Peak     | Spacewatch          | —         | MPC                           |
| 465106     | 2006 VF17  | 21 out 2006 | Kitt Peak     | Spacewatch          | Mitidika  | MPC                           |
| 465107     | 2006 VQ18  | 9 nov 2006  | Kitt Peak     | Spacewatch          | —         | MPC                           |
| 465108     | 2006 VR26  | 30 set 2006 | Mount Lemmon  | Mount Lemmon Survey | —         | MPC                           |
| 465109     | 2006 VA31  | 10 nov 2006 | Kitt Peak     | Spacewatch          | —         | MPC                           |
| 465110     | 2006 VB34  | 11 nov 2006 | Catalina      | CSS                 | —         | MPC                           |
| 465111     | 2006 VF61  | 28 out 2006 | Mount Lemmon  | Mount Lemmon Survey | —         | MPC                           |
| 465112     | 2006 VE65  | 11 nov 2006 | Kitt Peak     | Spacewatch          | —         | MPC                           |
| 465113     | 2006 VS70  | 11 nov 2006 | Kitt Peak     | Spacewatch          | —         | MPC                           |
| 465114     | 2006 VA108 | 28 set 2006 | Mount Lemmon  | Mount Lemmon Survey | —         | MPC                           |
| 465115     | 2006 WA83  | 31 out 2002 | Socorro       | LINEAR              | —         | MPC                           |
| 465116     | 2006 WB100 | 19 nov 2006 | Catalina      | CSS                 | —         | MPC                           |
| 465117     | 2006 WU104 | 19 nov 2006 | Kitt Peak     | Spacewatch          | —         | MPC                           |
| 465118     | 2006 WU107 | 4 out 2006  | Mount Lemmon  | Mount Lemmon Survey | —         | MPC                           |
| 465119     | 2006 WV110 | 19 nov 2006 | Kitt Peak     | Spacewatch          | —         | MPC                           |
| 465120     | 2006 WW117 | 20 nov 2006 | Mount Lemmon  | Mount Lemmon Survey | Iannini   | MPC                           |
| 465121     | 2006 WP134 | 18 nov 2006 | Mount Lemmon  | Mount Lemmon Survey | —         | MPC                           |
| 465122     | 2006 WL157 | 22 nov 2006 | Catalina      | CSS                 | —         | MPC                           |
| 465123     | 2006 WL170 | 23 nov 2006 | Kitt Peak     | Spacewatch          | —         | MPC                           |
| 465124     | 2006 WW175 | 23 nov 2006 | Kitt Peak     | Spacewatch          | —         | MPC                           |
| 465125     | 2006 WY190 | 25 nov 2006 | Kitt Peak     | Spacewatch          | —         | MPC                           |
| 465126     | 2006 WF204 | 23 nov 2006 | Mount Lemmon  | Mount Lemmon Survey | —         | MPC                           |
| 465127     | 2006 XB56  | 28 nov 2006 | Mount Lemmon  | Mount Lemmon Survey | —         | MPC                           |
| 465128     | 2006 XY61  | 15 dez 2006 | Kitt Peak     | Spacewatch          | —         | MPC                           |
| 465129     | 2006 XG66  | 1 dez 2006  | Mount Lemmon  | Mount Lemmon Survey | —         | MPC                           |
| 465130     | 2006 XG67  | 28 set 2006 | Mount Lemmon  | Mount Lemmon Survey | —         | MPC                           |
| 465131     | 2006 YO9   | 21 dez 2006 | Kitt Peak     | Spacewatch          | Meliboea  | MPC                           |
| 465132     | 2006 YG15  | 13 nov 2006 | Kitt Peak     | Spacewatch          | —         | MPC                           |
| 465133     | 2006 YH17  | 29 out 2006 | Mount Lemmon  | Mount Lemmon Survey | —         | MPC                           |
| 465134     | 2006 YQ17  | 1 nov 2006  | Kitt Peak     | Spacewatch          | —         | MPC                           |
| 465135     | 2006 YV26  | 27 nov 2006 | Mount Lemmon  | Mount Lemmon Survey | —         | MPC                           |
| 465136     | 2006 YF48  | 24 dez 2006 | Kitt Peak     | Spacewatch          | —         | MPC                           |
| 465137     | 2007 AK23  | 21 dez 2006 | Mount Lemmon  | Mount Lemmon Survey | —         | MPC                           |
| 465138     | 2007 AB28  | 27 dez 2006 | Mount Lemmon  | Mount Lemmon Survey | —         | MPC                           |
| 465139     | 2007 BD2   | 8 jan 2007  | Kitt Peak     | Spacewatch          | —         | MPC                           |
| 465140     | 2007 BA3   | 27 nov 2006 | Mount Lemmon  | Mount Lemmon Survey | —         | MPC                           |
| 465141     | 2007 BH37  | 24 jan 2007 | Mount Lemmon  | Mount Lemmon Survey | —         | MPC                           |
| 465142     | 2007 BG45  | 25 jan 2007 | Catalina      | CSS                 | —         | MPC                           |
| 465143     | 2007 BC59  | 27 nov 2006 | Mount Lemmon  | Mount Lemmon Survey | —         | MPC                           |
| 465144     | 2007 BK76  | 9 jan 2007  | Mount Lemmon  | Mount Lemmon Survey | —         | MPC                           |
| 465145     | 2007 BE81  | 27 jan 2007 | Kitt Peak     | Spacewatch          | Phocaea   | MPC                           |
| 465146     | 2007 CZ2   | 27 jan 2007 | Kitt Peak     | Spacewatch          | —         | MPC                           |
| 465147     | 2007 CG8   | 28 nov 2006 | Mount Lemmon  | Mount Lemmon Survey | —         | MPC                           |
| 465148     | 2007 CJ29  | 6 fev 2007  | Mount Lemmon  | Mount Lemmon Survey | —         | MPC                           |
| 465149     | 2007 CG31  | 10 jan 2007 | Mount Lemmon  | Mount Lemmon Survey | —         | MPC                           |
| 465150     | 2007 CW32  | 27 jan 2007 | Mount Lemmon  | Mount Lemmon Survey | —         | MPC                           |
| 465151     | 2007 CL37  | 6 fev 2007  | Mount Lemmon  | Mount Lemmon Survey | —         | MPC                           |
| 465152     | 2007 CD48  | 10 fev 2007 | Mount Lemmon  | Mount Lemmon Survey | Juno      | MPC                           |
| 465153     | 2007 CT56  | 27 jan 2007 | Catalina      | CSS                 | —         | MPC                           |
| 465154     | 2007 CR57  | 9 fev 2007  | Catalina      | CSS                 | —         | MPC                           |
| 465155     | 2007 DC6   | 17 fev 2007 | Kitt Peak     | Spacewatch          | —         | MPC                           |
| 465156     | 2007 DU11  | 17 jan 2007 | Kitt Peak     | Spacewatch          | —         | MPC                           |
| 465157     | 2007 DW12  | 24 nov 2006 | Kitt Peak     | Spacewatch          | —         | MPC                           |
| 465158     | 2007 DP32  | 17 fev 2007 | Kitt Peak     | Spacewatch          | —         | MPC                           |
| 465159     | 2007 DO33  | 17 fev 2007 | Kitt Peak     | Spacewatch          | —         | MPC                           |
| 465160     | 2007 DW41  | 10 fev 2007 | Catalina      | CSS                 | —         | MPC                           |
| 465161     | 2007 DX41  | 16 fev 2007 | Catalina      | CSS                 | —         | MPC                           |
| 465162     | 2007 DM55  | 21 fev 2007 | Kitt Peak     | Spacewatch          | —         | MPC                           |
| 465163     | 2007 DY69  | 21 fev 2007 | Kitt Peak     | Spacewatch          | —         | MPC                           |
| 465164     | 2007 DZ113 | 25 fev 2007 | Anderson Mesa | LONEOS              | —         | MPC                           |
| 465165     | 2007 DV115 | 22 fev 2007 | Kitt Peak     | Spacewatch          | —         | MPC                           |
| 465166     | 2007 EL    | 9 mar 2007  | Kitt Peak     | Spacewatch          | —         | MPC                           |
| 465167     | 2007 EE14  | 1 dez 2006  | Mount Lemmon  | Mount Lemmon Survey | —         | MPC                           |
| 465168     | 2007 EM16  | 9 mar 2007  | Catalina      | CSS                 | —         | MPC                           |
| 465169     | 2007 EE43  | 9 mar 2007  | Kitt Peak     | Spacewatch          | —         | MPC                           |
| 465170     | 2007 EW52  | 17 fev 2007 | Kitt Peak     | Spacewatch          | —         | MPC                           |
| 465171     | 2007 EE53  | 7 set 2004  | Kitt Peak     | Spacewatch          | —         | MPC                           |
| 465172     | 2007 EZ63  | 17 jan 2007 | Kitt Peak     | Spacewatch          | —         | MPC                           |
| 465173     | 2007 EY76  | 10 mar 2007 | Mount Lemmon  | Mount Lemmon Survey | —         | MPC                           |
| 465174     | 2007 EE84  | 12 mar 2007 | Mount Lemmon  | Mount Lemmon Survey | —         | MPC                           |
| 465175     | 2007 ER100 | 21 fev 2007 | Mount Lemmon  | Mount Lemmon Survey | —         | MPC                           |
| 465176     | 2007 ES100 | 23 fev 2007 | Mount Lemmon  | Mount Lemmon Survey | —         | MPC                           |
| 465177     | 2007 EZ121 | 14 mar 2007 | Mount Lemmon  | Mount Lemmon Survey | —         | MPC                           |
| 465178     | 2007 EB127 | 28 jan 2007 | Mount Lemmon  | Mount Lemmon Survey | —         | MPC                           |
| 465179     | 2007 EL127 | 21 fev 2007 | Kitt Peak     | Spacewatch          | —         | MPC                           |
| 465180     | 2007 EZ141 | 12 mar 2007 | Kitt Peak     | Spacewatch          | —         | MPC                           |
| 465181     | 2007 EB190 | 23 fev 2007 | Mount Lemmon  | Mount Lemmon Survey | —         | MPC                           |
| 465182     | 2007 EV193 | 14 mar 2007 | Kitt Peak     | Spacewatch          | —         | MPC                           |
| 465183     | 2007 ER219 | 10 mar 2007 | Kitt Peak     | Spacewatch          | —         | MPC                           |
| 465184     | 2007 FG22  | 20 mar 2007 | Kitt Peak     | Spacewatch          | —         | MPC                           |
| 465185     | 2007 FR26  | 24 set 1995 | Kitt Peak     | Spacewatch          | —         | MPC                           |
| 465186     | 2007 FB46  | 26 mar 2007 | Mount Lemmon  | Mount Lemmon Survey | —         | MPC                           |
| 465187     | 2007 GS9   | 17 mar 2007 | Kitt Peak     | Spacewatch          | Phocaea   | MPC                           |
| 465188     | 2007 GD43  | 26 mar 2007 | Kitt Peak     | Spacewatch          | —         | MPC                           |
| 465189     | 2007 GE67  | 15 abr 2007 | Kitt Peak     | Spacewatch          | —         | MPC                           |
| 465190     | 2007 GE71  | 26 mar 2007 | Kitt Peak     | Spacewatch          | —         | MPC                           |
| 465191     | 2007 HQ1   | 16 abr 2007 | Socorro       | LINEAR              | —         | MPC                           |
| 465192     | 2007 HF20  | 18 abr 2007 | Kitt Peak     | Spacewatch          | —         | MPC                           |
| 465193     | 2007 HP24  | 18 abr 2007 | Kitt Peak     | Spacewatch          | —         | MPC                           |
| 465194     | 2007 HS41  | 11 abr 2007 | Kitt Peak     | Spacewatch          | —         | MPC                           |
| 465195     | 2007 HC42  | 16 mar 2007 | Kitt Peak     | Spacewatch          | —         | MPC                           |
| 465196     | 2007 HB43  | 16 abr 2007 | Catalina      | CSS                 | —         | MPC                           |
| 465197     | 2007 HW50  | 20 abr 2007 | Kitt Peak     | Spacewatch          | —         | MPC                           |
| 465198     | 2007 HM57  | 22 abr 2007 | Mount Lemmon  | Mount Lemmon Survey | —         | MPC                           |
| 465199     | 2007 JJ8   | 9 mai 2007  | Mount Lemmon  | Mount Lemmon Survey | —         | MPC                           |
| 465200     | 2007 JB28  | 10 mai 2007 | Kitt Peak     | Spacewatch          | —         | MPC                           |

## 465201–465300
| Designação | Designação | Descoberta  | Descoberta        | Descobridor(es)     | Categoria | Mais informações / Referência |
| Permanente | Provisória | Data        | Local             | Descobridor(es)     | Categoria | Mais informações / Referência |
| ---------- | ---------- | ----------- | ----------------- | ------------------- | --------- | ----------------------------- |
| 465201     | 2007 JA30  | 13 mar 2007 | Mount Lemmon      | Mount Lemmon Survey | —         | MPC                           |
| 465202     | 2007 JB31  | 12 mai 2007 | Kitt Peak         | Spacewatch          | —         | MPC                           |
| 465203     | 2007 LC21  | 25 abr 2007 | Kitt Peak         | Spacewatch          | —         | MPC                           |
| 465204     | 2007 LJ24  | 14 jun 2007 | Kitt Peak         | Spacewatch          | —         | MPC                           |
| 465205     | 2007 MY21  | 22 jun 2007 | Kitt Peak         | Spacewatch          | —         | MPC                           |
| 465206     | 2007 OR4   | 21 jul 2007 | Lulin Observatory | LUSS                | —         | MPC                           |
| 465207     | 2007 PC21  | 9 ago 2007  | Socorro           | LINEAR              | —         | MPC                           |
| 465208     | 2007 PS28  | 15 ago 2007 | Pla D'Arguines    | R. Ferrando         | —         | MPC                           |
| 465209     | 2007 PN30  | 11 ago 2007 | Socorro           | LINEAR              | —         | MPC                           |
| 465210     | 2007 QF10  | 23 ago 2007 | Kitt Peak         | Spacewatch          | —         | MPC                           |
| 465211     | 2007 RW5   | 5 set 2007  | Dauban            | Chante-Perdrix Obs. | —         | MPC                           |
| 465212     | 2007 RG6   | 5 set 2007  | Dauban            | Chante-Perdrix Obs. | —         | MPC                           |
| 465213     | 2007 RS15  | 11 set 2007 | Purple Mountain   | PMO NEO             | —         | MPC                           |
| 465214     | 2007 RU29  | 4 set 2007  | Catalina          | CSS                 | —         | MPC                           |
| 465215     | 2007 RB31  | 5 set 2007  | Catalina          | CSS                 | —         | MPC                           |
| 465216     | 2007 RR54  | 9 set 2007  | Kitt Peak         | Spacewatch          | —         | MPC                           |
| 465217     | 2007 RL68  | 10 set 2007 | Kitt Peak         | Spacewatch          | —         | MPC                           |
| 465218     | 2007 RA86  | 23 ago 2007 | Kitt Peak         | Spacewatch          | Brangane  | MPC                           |
| 465219     | 2007 RX92  | 10 set 2007 | Mount Lemmon      | Mount Lemmon Survey | —         | MPC                           |
| 465220     | 2007 RZ107 | 11 set 2007 | Kitt Peak         | Spacewatch          | Flora     | MPC                           |
| 465221     | 2007 RL115 | 11 set 2007 | Kitt Peak         | Spacewatch          | —         | MPC                           |
| 465222     | 2007 RB118 | 11 set 2007 | Kitt Peak         | Spacewatch          | —         | MPC                           |
| 465223     | 2007 RF129 | 12 set 2007 | Mount Lemmon      | Mount Lemmon Survey | —         | MPC                           |
| 465224     | 2007 RT131 | 12 set 2007 | Mount Lemmon      | Mount Lemmon Survey | —         | MPC                           |
| 465225     | 2007 RC139 | 15 set 2007 | Bergisch Gladbach | W. Bickel           | —         | MPC                           |
| 465226     | 2007 RH139 | 3 set 2007  | Catalina          | CSS                 | —         | MPC                           |
| 465227     | 2007 RZ165 | 10 set 2007 | Kitt Peak         | Spacewatch          | —         | MPC                           |
| 465228     | 2007 RO179 | 10 set 2007 | Mount Lemmon      | Mount Lemmon Survey | —         | MPC                           |
| 465229     | 2007 RN181 | 11 set 2007 | Mount Lemmon      | Mount Lemmon Survey | —         | MPC                           |
| 465230     | 2007 RQ191 | 11 set 2007 | Kitt Peak         | Spacewatch          | Brangane  | MPC                           |
| 465231     | 2007 RQ209 | 10 set 2007 | Kitt Peak         | Spacewatch          | —         | MPC                           |
| 465232     | 2007 RR210 | 23 ago 2007 | Kitt Peak         | Spacewatch          | —         | MPC                           |
| 465233     | 2007 RG228 | 22 ago 2007 | Socorro           | LINEAR              | —         | MPC                           |
| 465234     | 2007 RY250 | 13 set 2007 | Kitt Peak         | Spacewatch          | —         | MPC                           |
| 465235     | 2007 RG262 | 5 set 2007  | Anderson Mesa     | LONEOS              | —         | MPC                           |
| 465236     | 2007 RC272 | 15 set 2007 | Kitt Peak         | Spacewatch          | —         | MPC                           |
| 465237     | 2007 RJ273 | 9 set 2007  | Kitt Peak         | Spacewatch          | —         | MPC                           |
| 465238     | 2007 RM287 | 9 set 2007  | Mount Lemmon      | Mount Lemmon Survey | —         | MPC                           |
| 465239     | 2007 RT290 | 11 set 2007 | Kitt Peak         | Spacewatch          | —         | MPC                           |
| 465240     | 2007 RK291 | 9 set 2007  | Kitt Peak         | Spacewatch          | —         | MPC                           |
| 465241     | 2007 RS291 | 12 set 2007 | Mount Lemmon      | Mount Lemmon Survey | —         | MPC                           |
| 465242     | 2007 RT291 | 12 set 2007 | Mount Lemmon      | Mount Lemmon Survey | Brangane  | MPC                           |
| 465243     | 2007 RR293 | 13 set 2007 | Mount Lemmon      | Mount Lemmon Survey | —         | MPC                           |
| 465244     | 2007 RU293 | 13 set 2007 | Mount Lemmon      | Mount Lemmon Survey | —         | MPC                           |
| 465245     | 2007 RX293 | 13 set 2007 | Mount Lemmon      | Mount Lemmon Survey | —         | MPC                           |
| 465246     | 2007 RE298 | 8 mar 2005  | Mount Lemmon      | Mount Lemmon Survey | —         | MPC                           |
| 465247     | 2007 RF301 | 12 set 2007 | Mount Lemmon      | Mount Lemmon Survey | —         | MPC                           |
| 465248     | 2007 RW302 | 12 set 2007 | Mount Lemmon      | Mount Lemmon Survey | —         | MPC                           |
| 465249     | 2007 RH312 | 12 set 2007 | Catalina          | CSS                 | —         | MPC                           |
| 465250     | 2007 RT315 | 12 set 2007 | Mount Lemmon      | Mount Lemmon Survey | —         | MPC                           |
| 465251     | 2007 RP316 | 9 set 2007  | Kitt Peak         | Spacewatch          | —         | MPC                           |
| 465252     | 2007 RW319 | 13 set 2007 | Catalina          | CSS                 | —         | MPC                           |
| 465253     | 2007 RZ322 | 14 set 2007 | Mount Lemmon      | Mount Lemmon Survey | —         | MPC                           |
| 465254     | 2007 SM2   | 14 set 2007 | Socorro           | LINEAR              | —         | MPC                           |
| 465255     | 2007 SD6   | 21 set 2007 | Socorro           | LINEAR              | —         | MPC                           |
| 465256     | 2007 SJ6   | 4 set 2007  | Catalina          | CSS                 | —         | MPC                           |
| 465257     | 2007 SQ14  | 8 set 2007  | Mount Lemmon      | Mount Lemmon Survey | —         | MPC                           |
| 465258     | 2007 SP19  | 24 set 2007 | Kitt Peak         | Spacewatch          | —         | MPC                           |
| 465259     | 2007 SS22  | 19 set 2007 | Kitt Peak         | Spacewatch          | —         | MPC                           |
| 465260     | 2007 TS11  | 14 set 2007 | Mount Lemmon      | Mount Lemmon Survey | —         | MPC                           |
| 465261     | 2007 TK26  | 4 out 2007  | Mount Lemmon      | Mount Lemmon Survey | —         | MPC                           |
| 465262     | 2007 TK27  | 14 set 2007 | Mount Lemmon      | Mount Lemmon Survey | —         | MPC                           |
| 465263     | 2007 TS27  | 12 set 2007 | Mount Lemmon      | Mount Lemmon Survey | —         | MPC                           |
| 465264     | 2007 TN39  | 6 out 2007  | Kitt Peak         | Spacewatch          | —         | MPC                           |
| 465265     | 2007 TL59  | 18 jul 2007 | Mount Lemmon      | Mount Lemmon Survey | —         | MPC                           |
| 465266     | 2007 TK60  | 23 ago 2007 | Kitt Peak         | Spacewatch          | —         | MPC                           |
| 465267     | 2007 TQ61  | 7 out 2007  | Mount Lemmon      | Mount Lemmon Survey | —         | MPC                           |
| 465268     | 2007 TU72  | 8 out 2007  | Catalina          | CSS                 | —         | MPC                           |
| 465269     | 2007 TA74  | 12 out 2007 | Socorro           | LINEAR              | —         | MPC                           |
| 465270     | 2007 TQ74  | 7 out 2007  | Catalina          | CSS                 | Flora     | MPC                           |
| 465271     | 2007 TF107 | 13 set 2007 | Mount Lemmon      | Mount Lemmon Survey | —         | MPC                           |
| 465272     | 2007 TS112 | 8 out 2007  | Mount Lemmon      | Mount Lemmon Survey | —         | MPC                           |
| 465273     | 2007 TR115 | 8 out 2007  | Mount Lemmon      | Mount Lemmon Survey | —         | MPC                           |
| 465274     | 2007 TR127 | 6 out 2007  | Kitt Peak         | Spacewatch          | —         | MPC                           |
| 465275     | 2007 TR163 | 11 out 2007 | Socorro           | LINEAR              | —         | MPC                           |
| 465276     | 2007 TA165 | 12 set 2007 | Mount Lemmon      | Mount Lemmon Survey | —         | MPC                           |
| 465277     | 2007 TV172 | 13 out 2007 | La Sagra          | Mallorca Obs.       | —         | MPC                           |
| 465278     | 2007 TV178 | 7 out 2007  | Kitt Peak         | Spacewatch          | Brangane  | MPC                           |
| 465279     | 2007 TY180 | 8 out 2007  | Anderson Mesa     | LONEOS              | —         | MPC                           |
| 465280     | 2007 TA182 | 8 out 2007  | Catalina          | CSS                 | —         | MPC                           |
| 465281     | 2007 TM190 | 12 set 2007 | Mount Lemmon      | Mount Lemmon Survey | —         | MPC                           |
| 465282     | 2007 TK205 | 8 out 2007  | Mount Lemmon      | Mount Lemmon Survey | —         | MPC                           |
| 465283     | 2007 TZ211 | 7 out 2007  | Kitt Peak         | Spacewatch          | —         | MPC                           |
| 465284     | 2007 TA219 | 8 out 2007  | Mount Lemmon      | Mount Lemmon Survey | Vesta     | MPC                           |
| 465285     | 2007 TN244 | 8 out 2007  | Catalina          | CSS                 | —         | MPC                           |
| 465286     | 2007 TO248 | 10 out 2007 | Kitt Peak         | Spacewatch          | —         | MPC                           |
| 465287     | 2007 TD260 | 10 out 2007 | Mount Lemmon      | Mount Lemmon Survey | —         | MPC                           |
| 465288     | 2007 TM276 | 11 out 2007 | Mount Lemmon      | Mount Lemmon Survey | —         | MPC                           |
| 465289     | 2007 TB295 | 10 out 2007 | Mount Lemmon      | Mount Lemmon Survey | —         | MPC                           |
| 465290     | 2007 TK299 | 4 out 2007  | Kitt Peak         | Spacewatch          | —         | MPC                           |
| 465291     | 2007 TC314 | 11 out 2007 | Mount Lemmon      | Mount Lemmon Survey | —         | MPC                           |
| 465292     | 2007 TD329 | 11 out 2007 | Kitt Peak         | Spacewatch          | —         | MPC                           |
| 465293     | 2007 TR330 | 11 out 2007 | Kitt Peak         | Spacewatch          | —         | MPC                           |
| 465294     | 2007 TY335 | 30 set 2007 | Kitt Peak         | Spacewatch          | —         | MPC                           |
| 465295     | 2007 TH336 | 30 set 2007 | Kitt Peak         | Spacewatch          | —         | MPC                           |
| 465296     | 2007 TE359 | 21 set 2007 | XuYi              | PMO NEO             | —         | MPC                           |
| 465297     | 2007 TN368 | 8 set 2007  | Anderson Mesa     | LONEOS              | —         | MPC                           |
| 465298     | 2007 TF385 | 12 set 2007 | Mount Lemmon      | Mount Lemmon Survey | —         | MPC                           |
| 465299     | 2007 TW394 | 12 set 2007 | Catalina          | CSS                 | —         | MPC                           |
| 465300     | 2007 TE397 | 5 set 2007  | Mount Lemmon      | Mount Lemmon Survey | —         | MPC                           |

## 465301–465400
| Designação | Designação | Descoberta  | Descoberta    | Descobridor(es)     | Categoria | Mais informações / Referência |
| Permanente | Provisória | Data        | Local         | Descobridor(es)     | Categoria | Mais informações / Referência |
| ---------- | ---------- | ----------- | ------------- | ------------------- | --------- | ----------------------------- |
| 465301     | 2007 TX407 | 15 out 2007 | Mount Lemmon  | Mount Lemmon Survey | Brangane  | MPC                           |
| 465302     | 2007 TA424 | 12 set 2007 | Mount Lemmon  | Mount Lemmon Survey | —         | MPC                           |
| 465303     | 2007 TR425 | 8 out 2007  | Mount Lemmon  | Mount Lemmon Survey | —         | MPC                           |
| 465304     | 2007 TK428 | 10 out 2007 | Kitt Peak     | Spacewatch          | —         | MPC                           |
| 465305     | 2007 TB432 | 4 out 2007  | Kitt Peak     | Spacewatch          | —         | MPC                           |
| 465306     | 2007 TK448 | 8 out 2007  | Kitt Peak     | Spacewatch          | —         | MPC                           |
| 465307     | 2007 UQ3   | 19 out 2007 | Catalina      | CSS                 | —         | MPC                           |
| 465308     | 2007 UX4   | 12 out 2007 | Socorro       | LINEAR              | —         | MPC                           |
| 465309     | 2007 UJ10  | 5 out 2007  | Kitt Peak     | Spacewatch          | —         | MPC                           |
| 465310     | 2007 UX12  | 16 out 2007 | Kitt Peak     | Spacewatch          | —         | MPC                           |
| 465311     | 2007 UD26  | 16 out 2007 | Kitt Peak     | Spacewatch          | —         | MPC                           |
| 465312     | 2007 UJ26  | 18 out 2007 | Kitt Peak     | Spacewatch          | —         | MPC                           |
| 465313     | 2007 UN43  | 18 out 2007 | Kitt Peak     | Spacewatch          | —         | MPC                           |
| 465314     | 2007 UQ59  | 30 out 2007 | Mount Lemmon  | Mount Lemmon Survey | —         | MPC                           |
| 465315     | 2007 UJ71  | 15 set 2007 | Mount Lemmon  | Mount Lemmon Survey | —         | MPC                           |
| 465316     | 2007 UB73  | 7 out 2007  | Mount Lemmon  | Mount Lemmon Survey | —         | MPC                           |
| 465317     | 2007 UY137 | 18 out 2007 | Kitt Peak     | Spacewatch          | —         | MPC                           |
| 465318     | 2007 UT139 | 24 out 2007 | Mount Lemmon  | Mount Lemmon Survey | —         | MPC                           |
| 465319     | 2007 UW139 | 30 out 2007 | Catalina      | CSS                 | —         | MPC                           |
| 465320     | 2007 UK140 | 16 out 2007 | Mount Lemmon  | Mount Lemmon Survey | —         | MPC                           |
| 465321     | 2007 UO140 | 18 out 2007 | Mount Lemmon  | Mount Lemmon Survey | —         | MPC                           |
| 465322     | 2007 VH5   | 9 set 2007  | Mount Lemmon  | Mount Lemmon Survey | —         | MPC                           |
| 465323     | 2007 VX19  | 1 nov 2007  | Kitt Peak     | Spacewatch          | —         | MPC                           |
| 465324     | 2007 VN30  | 2 nov 2007  | Kitt Peak     | Spacewatch          | —         | MPC                           |
| 465325     | 2007 VY32  | 15 out 2007 | Kitt Peak     | Spacewatch          | —         | MPC                           |
| 465326     | 2007 VA44  | 16 out 2007 | Catalina      | CSS                 | —         | MPC                           |
| 465327     | 2007 VP45  | 9 out 2007  | Kitt Peak     | Spacewatch          | —         | MPC                           |
| 465328     | 2007 VE51  | 1 nov 2007  | Kitt Peak     | Spacewatch          | —         | MPC                           |
| 465329     | 2007 VE58  | 1 nov 2007  | Kitt Peak     | Spacewatch          | —         | MPC                           |
| 465330     | 2007 VW65  | 13 set 2007 | Mount Lemmon  | Mount Lemmon Survey | —         | MPC                           |
| 465331     | 2007 VY75  | 10 out 2007 | Mount Lemmon  | Mount Lemmon Survey | —         | MPC                           |
| 465332     | 2007 VW88  | 21 out 2007 | Catalina      | CSS                 | —         | MPC                           |
| 465333     | 2007 VT103 | 3 nov 2007  | Kitt Peak     | Spacewatch          | Brangane  | MPC                           |
| 465334     | 2007 VA123 | 5 nov 2007  | Mount Lemmon  | Mount Lemmon Survey | —         | MPC                           |
| 465335     | 2007 VL128 | 4 out 2007  | Kitt Peak     | Spacewatch          | —         | MPC                           |
| 465336     | 2007 VG133 | 2 nov 2007  | Mount Lemmon  | Mount Lemmon Survey | —         | MPC                           |
| 465337     | 2007 VW138 | 12 out 2007 | Mount Lemmon  | Mount Lemmon Survey | —         | MPC                           |
| 465338     | 2007 VL141 | 4 nov 2007  | Kitt Peak     | Spacewatch          | —         | MPC                           |
| 465339     | 2007 VC167 | 5 nov 2007  | Mount Lemmon  | Mount Lemmon Survey | —         | MPC                           |
| 465340     | 2007 VH174 | 20 set 2007 | Catalina      | CSS                 | —         | MPC                           |
| 465341     | 2007 VX174 | 12 out 2007 | Kitt Peak     | Spacewatch          | —         | MPC                           |
| 465342     | 2007 VF205 | 9 nov 2007  | Mount Lemmon  | Mount Lemmon Survey | —         | MPC                           |
| 465343     | 2007 VM222 | 25 set 2007 | Mount Lemmon  | Mount Lemmon Survey | —         | MPC                           |
| 465344     | 2007 VM239 | 13 nov 2007 | Kitt Peak     | Spacewatch          | —         | MPC                           |
| 465345     | 2007 VL283 | 14 nov 2007 | Kitt Peak     | Spacewatch          | —         | MPC                           |
| 465346     | 2007 VB296 | 20 out 2007 | Mount Lemmon  | Mount Lemmon Survey | —         | MPC                           |
| 465347     | 2007 VE314 | 2 nov 2007  | Kitt Peak     | Spacewatch          | —         | MPC                           |
| 465348     | 2007 WC6   | 2 nov 2007  | Kitt Peak     | Spacewatch          | —         | MPC                           |
| 465349     | 2007 WB13  | 8 nov 2007  | Socorro       | LINEAR              | —         | MPC                           |
| 465350     | 2007 WH28  | 7 nov 2007  | Kitt Peak     | Spacewatch          | —         | MPC                           |
| 465351     | 2007 XJ1   | 3 dez 2007  | Junk Bond     | D. Healy            | —         | MPC                           |
| 465352     | 2007 XC53  | 5 dez 2007  | Mount Lemmon  | Mount Lemmon Survey | —         | MPC                           |
| 465353     | 2007 YX65  | 30 dez 2007 | Kitt Peak     | Spacewatch          | Mitidika  | MPC                           |
| 465354     | 2008 AV9   | 3 jun 2005  | Siding Spring | SSS                 | —         | MPC                           |
| 465355     | 2008 AL17  | 10 jan 2008 | Kitt Peak     | Spacewatch          | Mitidika  | MPC                           |
| 465356     | 2008 AB36  | 31 dez 2007 | Kitt Peak     | Spacewatch          | —         | MPC                           |
| 465357     | 2008 AP37  | 30 dez 2007 | Mount Lemmon  | Mount Lemmon Survey | —         | MPC                           |
| 465358     | 2008 AA64  | 11 jan 2008 | Kitt Peak     | Spacewatch          | —         | MPC                           |
| 465359     | 2008 AP67  | 30 dez 2007 | Mount Lemmon  | Mount Lemmon Survey | —         | MPC                           |
| 465360     | 2008 AE82  | 20 nov 2007 | Mount Lemmon  | Mount Lemmon Survey | —         | MPC                           |
| 465361     | 2008 AZ94  | 30 dez 2007 | Kitt Peak     | Spacewatch          | —         | MPC                           |
| 465362     | 2008 AN105 | 31 dez 2007 | Kitt Peak     | Spacewatch          | —         | MPC                           |
| 465363     | 2008 AL136 | 12 jan 2008 | Mount Lemmon  | Mount Lemmon Survey | —         | MPC                           |
| 465364     | 2008 BQ9   | 16 jan 2008 | Kitt Peak     | Spacewatch          | —         | MPC                           |
| 465365     | 2008 BD24  | 31 jan 2008 | La Sagra      | Mallorca Obs.       | —         | MPC                           |
| 465366     | 2008 CJ14  | 3 fev 2008  | Kitt Peak     | Spacewatch          | —         | MPC                           |
| 465367     | 2008 CW20  | 7 fev 2008  | Socorro       | LINEAR              | —         | MPC                           |
| 465368     | 2008 CG32  | 2 fev 2008  | Kitt Peak     | Spacewatch          | —         | MPC                           |
| 465369     | 2008 CO32  | 2 fev 2008  | Kitt Peak     | Spacewatch          | —         | MPC                           |
| 465370     | 2008 CZ60  | 7 fev 2008  | Mount Lemmon  | Mount Lemmon Survey | Juno      | MPC                           |
| 465371     | 2008 CQ125 | 8 fev 2008  | Kitt Peak     | Spacewatch          | —         | MPC                           |
| 465372     | 2008 CX162 | 10 fev 2008 | Kitt Peak     | Spacewatch          | —         | MPC                           |
| 465373     | 2008 DJ17  | 10 fev 2008 | Kitt Peak     | Spacewatch          | —         | MPC                           |
| 465374     | 2008 DC20  | 12 fev 2008 | Kitt Peak     | Spacewatch          | —         | MPC                           |
| 465375     | 2008 DA43  | 20 mai 2005 | Mount Lemmon  | Mount Lemmon Survey | —         | MPC                           |
| 465376     | 2008 DS63  | 12 fev 2004 | Kitt Peak     | Spacewatch          | —         | MPC                           |
| 465377     | 2008 DF86  | 28 fev 2008 | Mount Lemmon  | Mount Lemmon Survey | —         | MPC                           |
| 465378     | 2008 EU37  | 30 jan 2008 | Mount Lemmon  | Mount Lemmon Survey | —         | MPC                           |
| 465379     | 2008 EN127 | 10 mar 2008 | Mount Lemmon  | Mount Lemmon Survey | —         | MPC                           |
| 465380     | 2008 EH146 | 28 fev 2008 | Kitt Peak     | Spacewatch          | —         | MPC                           |
| 465381     | 2008 EW153 | 13 mar 2008 | Kitt Peak     | Spacewatch          | —         | MPC                           |
| 465382     | 2008 ED163 | 9 mar 2008  | Kitt Peak     | Spacewatch          | —         | MPC                           |
| 465383     | 2008 EE168 | 10 mar 2008 | Catalina      | CSS                 | —         | MPC                           |
| 465384     | 2008 FB15  | 26 mar 2008 | Kitt Peak     | Spacewatch          | Phocaea   | MPC                           |
| 465385     | 2008 FR23  | 27 mar 2008 | Kitt Peak     | Spacewatch          | —         | MPC                           |
| 465386     | 2008 FA30  | 28 mar 2008 | Kitt Peak     | Spacewatch          | Juno      | MPC                           |
| 465387     | 2008 FD31  | 24 fev 2008 | Kitt Peak     | Spacewatch          | —         | MPC                           |
| 465388     | 2008 FC40  | 5 mar 2008  | Mount Lemmon  | Mount Lemmon Survey | —         | MPC                           |
| 465389     | 2008 FH53  | 28 mar 2008 | Mount Lemmon  | Mount Lemmon Survey | Juno      | MPC                           |
| 465390     | 2008 FZ98  | 30 mar 2008 | Kitt Peak     | Spacewatch          | —         | MPC                           |
| 465391     | 2008 FL136 | 28 mar 2008 | Kitt Peak     | Spacewatch          | —         | MPC                           |
| 465392     | 2008 GS10  | 1 abr 2008  | Kitt Peak     | Spacewatch          | —         | MPC                           |
| 465393     | 2008 GV25  | 1 abr 2008  | Mount Lemmon  | Mount Lemmon Survey | —         | MPC                           |
| 465394     | 2008 GR26  | 12 mar 2008 | Catalina      | CSS                 | —         | MPC                           |
| 465395     | 2008 GX40  | 4 abr 2008  | Kitt Peak     | Spacewatch          | Meliboea  | MPC                           |
| 465396     | 2008 GA46  | 4 abr 2008  | Kitt Peak     | Spacewatch          | —         | MPC                           |
| 465397     | 2008 GH64  | 5 abr 2008  | Kitt Peak     | Spacewatch          | —         | MPC                           |
| 465398     | 2008 GF72  | 7 abr 2008  | Mount Lemmon  | Mount Lemmon Survey | —         | MPC                           |
| 465399     | 2008 GD75  | 30 mar 2008 | Kitt Peak     | Spacewatch          | —         | MPC                           |
| 465400     | 2008 GM108 | 2 mar 2008  | Mount Lemmon  | Mount Lemmon Survey | —         | MPC                           |

## 465401–465500
| Designação | Designação | Descoberta  | Descoberta    | Descobridor(es)     | Categoria | Mais informações / Referência |
| Permanente | Provisória | Data        | Local         | Descobridor(es)     | Categoria | Mais informações / Referência |
| ---------- | ---------- | ----------- | ------------- | ------------------- | --------- | ----------------------------- |
| 465401     | 2008 GS110 | 3 abr 2008  | Catalina      | CSS                 | —         | MPC                           |
| 465402     | 2008 HW1   | 30 mar 2008 | Catalina      | CSS                 | —         | MPC                           |
| 465403     | 2008 HK19  | 9 abr 2008  | Kitt Peak     | Spacewatch          | —         | MPC                           |
| 465404     | 2008 HQ46  | 28 abr 2008 | Kitt Peak     | Spacewatch          | —         | MPC                           |
| 465405     | 2008 HZ46  | 24 abr 2008 | Kitt Peak     | Spacewatch          | —         | MPC                           |
| 465406     | 2008 HR67  | 30 abr 2008 | Mount Lemmon  | Mount Lemmon Survey | —         | MPC                           |
| 465407     | 2008 JG5   | 18 fev 2008 | Mount Lemmon  | Mount Lemmon Survey | —         | MPC                           |
| 465408     | 2008 JM10  | 3 mai 2008  | Mount Lemmon  | Mount Lemmon Survey | —         | MPC                           |
| 465409     | 2008 JM11  | 29 abr 2008 | Kitt Peak     | Spacewatch          | —         | MPC                           |
| 465410     | 2008 JN40  | 13 mai 2008 | Mount Lemmon  | Mount Lemmon Survey | —         | MPC                           |
| 465411     | 2008 KP1   | 14 mai 2008 | Mount Lemmon  | Mount Lemmon Survey | —         | MPC                           |
| 465412     | 2008 KC3   | 14 mai 2008 | Mount Lemmon  | Mount Lemmon Survey | —         | MPC                           |
| 465413     | 2008 KK3   | 27 mai 2008 | Kitt Peak     | Spacewatch          | —         | MPC                           |
| 465414     | 2008 KM15  | 14 mai 2008 | Kitt Peak     | Spacewatch          | —         | MPC                           |
| 465415     | 2008 KK18  | 16 abr 2008 | Mount Lemmon  | Mount Lemmon Survey | —         | MPC                           |
| 465416     | 2008 KC36  | 28 mai 2008 | Mount Lemmon  | Mount Lemmon Survey | Phocaea   | MPC                           |
| 465417     | 2008 KR41  | 2 mai 2008  | Kitt Peak     | Spacewatch          | —         | MPC                           |
| 465418     | 2008 MZ1   | 24 jun 2008 | Kitt Peak     | Spacewatch          | —         | MPC                           |
| 465419     | 2008 OW3   | 25 jul 2008 | Siding Spring | SSS                 | —         | MPC                           |
| 465420     | 2008 OQ20  | 29 jul 2008 | Kitt Peak     | Spacewatch          | —         | MPC                           |
| 465421     | 2008 PF    | 1 ago 2008  | Črni Vrh      | Črni Vrh            | —         | MPC                           |
| 465422     | 2008 PL2   | 2 ago 2008  | La Sagra      | Mallorca Obs.       | —         | MPC                           |
| 465423     | 2008 PA4   | 30 jul 2008 | Kitt Peak     | Spacewatch          | Phocaea   | MPC                           |
| 465424     | 2008 PW6   | 28 jul 2008 | Mount Lemmon  | Mount Lemmon Survey | —         | MPC                           |
| 465425     | 2008 PK15  | 29 jul 2008 | Mount Lemmon  | Mount Lemmon Survey | —         | MPC                           |
| 465426     | 2008 PM21  | 6 ago 2008  | Siding Spring | SSS                 | —         | MPC                           |
| 465427     | 2008 QT21  | 26 ago 2008 | Socorro       | LINEAR              | —         | MPC                           |
| 465428     | 2008 QY43  | 23 ago 2008 | Siding Spring | SSS                 | —         | MPC                           |
| 465429     | 2008 QX44  | 24 ago 2008 | Socorro       | LINEAR              | —         | MPC                           |
| 465430     | 2008 RR5   | 9 mar 2005  | Mount Lemmon  | Mount Lemmon Survey | —         | MPC                           |
| 465431     | 2008 RF35  | 2 set 2008  | Kitt Peak     | Spacewatch          | —         | MPC                           |
| 465432     | 2008 RX38  | 2 set 2008  | Kitt Peak     | Spacewatch          | —         | MPC                           |
| 465433     | 2008 RE62  | 4 set 2008  | Kitt Peak     | Spacewatch          | —         | MPC                           |
| 465434     | 2008 RQ63  | 4 set 2008  | Kitt Peak     | Spacewatch          | —         | MPC                           |
| 465435     | 2008 RL69  | 4 set 2008  | Kitt Peak     | Spacewatch          | —         | MPC                           |
| 465436     | 2008 RL88  | 5 set 2008  | Kitt Peak     | Spacewatch          | —         | MPC                           |
| 465437     | 2008 RT100 | 4 set 2008  | Kitt Peak     | Spacewatch          | —         | MPC                           |
| 465438     | 2008 RZ105 | 6 set 2008  | Mount Lemmon  | Mount Lemmon Survey | —         | MPC                           |
| 465439     | 2008 RG107 | 7 set 2008  | Mount Lemmon  | Mount Lemmon Survey | —         | MPC                           |
| 465440     | 2008 RW112 | 5 set 2008  | Kitt Peak     | Spacewatch          | —         | MPC                           |
| 465441     | 2008 RK116 | 7 set 2008  | Mount Lemmon  | Mount Lemmon Survey | —         | MPC                           |
| 465442     | 2008 RH123 | 6 set 2008  | Kitt Peak     | Spacewatch          | —         | MPC                           |
| 465443     | 2008 RS134 | 6 set 2008  | La Sagra      | Mallorca Obs.       | —         | MPC                           |
| 465444     | 2008 RU134 | 8 set 2008  | Siding Spring | SSS                 | —         | MPC                           |
| 465445     | 2008 RS138 | 6 set 2008  | Mount Lemmon  | Mount Lemmon Survey | —         | MPC                           |
| 465446     | 2008 SE20  | 9 set 2008  | Mount Lemmon  | Mount Lemmon Survey | —         | MPC                           |
| 465447     | 2008 SE22  | 29 jul 2008 | Kitt Peak     | Spacewatch          | —         | MPC                           |
| 465448     | 2008 SV23  | 6 set 2008  | Mount Lemmon  | Mount Lemmon Survey | —         | MPC                           |
| 465449     | 2008 SZ26  | 19 set 2008 | Kitt Peak     | Spacewatch          | —         | MPC                           |
| 465450     | 2008 SE30  | 19 set 2008 | Kitt Peak     | Spacewatch          | —         | MPC                           |
| 465451     | 2008 SZ41  | 2 set 2008  | Kitt Peak     | Spacewatch          | —         | MPC                           |
| 465452     | 2008 SY44  | 6 set 2008  | Mount Lemmon  | Mount Lemmon Survey | —         | MPC                           |
| 465453     | 2008 SG72  | 6 set 2008  | Mount Lemmon  | Mount Lemmon Survey | —         | MPC                           |
| 465454     | 2008 SB83  | 16 mai 2008 | Kitt Peak     | Spacewatch          | —         | MPC                           |
| 465455     | 2008 SU97  | 21 set 2008 | Kitt Peak     | Spacewatch          | —         | MPC                           |
| 465456     | 2008 SB99  | 21 set 2008 | Kitt Peak     | Spacewatch          | —         | MPC                           |
| 465457     | 2008 SE99  | 21 set 2008 | Kitt Peak     | Spacewatch          | —         | MPC                           |
| 465458     | 2008 SD101 | 21 set 2008 | Kitt Peak     | Spacewatch          | Brangane  | MPC                           |
| 465459     | 2008 SF104 | 21 set 2008 | Kitt Peak     | Spacewatch          | —         | MPC                           |
| 465460     | 2008 SH119 | 22 set 2008 | Mount Lemmon  | Mount Lemmon Survey | —         | MPC                           |
| 465461     | 2008 SO123 | 22 set 2008 | Mount Lemmon  | Mount Lemmon Survey | Brangane  | MPC                           |
| 465462     | 2008 SK125 | 22 set 2008 | Mount Lemmon  | Mount Lemmon Survey | —         | MPC                           |
| 465463     | 2008 SB128 | 22 set 2008 | Kitt Peak     | Spacewatch          | —         | MPC                           |
| 465464     | 2008 SV129 | 22 set 2008 | Kitt Peak     | Spacewatch          | Brangane  | MPC                           |
| 465465     | 2008 SH131 | 22 set 2008 | Kitt Peak     | Spacewatch          | —         | MPC                           |
| 465466     | 2008 SD142 | 24 set 2008 | Mount Lemmon  | Mount Lemmon Survey | —         | MPC                           |
| 465467     | 2008 SG146 | 23 set 2008 | Kitt Peak     | Spacewatch          | —         | MPC                           |
| 465468     | 2008 SD196 | 25 set 2008 | Kitt Peak     | Spacewatch          | —         | MPC                           |
| 465469     | 2008 SL201 | 26 set 2008 | Kitt Peak     | Spacewatch          | —         | MPC                           |
| 465470     | 2008 SM256 | 20 set 2008 | Mount Lemmon  | Mount Lemmon Survey | —         | MPC                           |
| 465471     | 2008 SE265 | 26 set 2008 | Kitt Peak     | Spacewatch          | —         | MPC                           |
| 465472     | 2008 SV265 | 29 set 2008 | Kitt Peak     | Spacewatch          | —         | MPC                           |
| 465473     | 2008 SP267 | 23 set 2008 | Kitt Peak     | Spacewatch          | Brangane  | MPC                           |
| 465474     | 2008 SO270 | 24 set 2008 | Kitt Peak     | Spacewatch          | —         | MPC                           |
| 465475     | 2008 SF274 | 19 set 2008 | Kitt Peak     | Spacewatch          | —         | MPC                           |
| 465476     | 2008 SB279 | 29 set 2008 | Kitt Peak     | Spacewatch          | —         | MPC                           |
| 465477     | 2008 SK281 | 28 set 2008 | Mount Lemmon  | Mount Lemmon Survey | —         | MPC                           |
| 465478     | 2008 SP299 | 22 set 2008 | Kitt Peak     | Spacewatch          | —         | MPC                           |
| 465479     | 2008 TV6   | 24 set 2008 | Kitt Peak     | Spacewatch          | —         | MPC                           |
| 465480     | 2008 TG32  | 1 out 2008  | Kitt Peak     | Spacewatch          | —         | MPC                           |
| 465481     | 2008 TJ33  | 1 out 2008  | Kitt Peak     | Spacewatch          | —         | MPC                           |
| 465482     | 2008 TF62  | 22 set 2008 | Mount Lemmon  | Mount Lemmon Survey | —         | MPC                           |
| 465483     | 2008 TL62  | 22 set 2008 | Mount Lemmon  | Mount Lemmon Survey | —         | MPC                           |
| 465484     | 2008 TK64  | 2 out 2008  | Kitt Peak     | Spacewatch          | —         | MPC                           |
| 465485     | 2008 TW69  | 23 set 2008 | Kitt Peak     | Spacewatch          | —         | MPC                           |
| 465486     | 2008 TX74  | 2 out 2008  | Kitt Peak     | Spacewatch          | —         | MPC                           |
| 465487     | 2008 TM79  | 22 set 2008 | Mount Lemmon  | Mount Lemmon Survey | —         | MPC                           |
| 465488     | 2008 TU84  | 3 out 2008  | Kitt Peak     | Spacewatch          | —         | MPC                           |
| 465489     | 2008 TQ89  | 29 set 2008 | Kitt Peak     | Spacewatch          | —         | MPC                           |
| 465490     | 2008 TE97  | 6 out 2008  | Kitt Peak     | Spacewatch          | Vesta     | MPC                           |
| 465491     | 2008 TP103 | 6 out 2008  | Kitt Peak     | Spacewatch          | —         | MPC                           |
| 465492     | 2008 TF112 | 23 set 2008 | Kitt Peak     | Spacewatch          | —         | MPC                           |
| 465493     | 2008 TS114 | 27 set 2008 | Mount Lemmon  | Mount Lemmon Survey | Brangane  | MPC                           |
| 465494     | 2008 TH142 | 3 set 2008  | Kitt Peak     | Spacewatch          | —         | MPC                           |
| 465495     | 2008 TV162 | 1 out 2008  | Kitt Peak     | Spacewatch          | Ursula    | MPC                           |
| 465496     | 2008 TX167 | 10 out 2008 | Kitt Peak     | Spacewatch          | —         | MPC                           |
| 465497     | 2008 TV176 | 6 out 2008  | Mount Lemmon  | Mount Lemmon Survey | —         | MPC                           |
| 465498     | 2008 TT177 | 6 out 2008  | Catalina      | CSS                 | —         | MPC                           |
| 465499     | 2008 TF189 | 9 abr 2005  | Mount Lemmon  | Mount Lemmon Survey | —         | MPC                           |
| 465500     | 2008 UZ    | 3 set 2008  | Kitt Peak     | Spacewatch          | —         | MPC                           |

## 465501–465600
| Designação | Designação | Descoberta  | Descoberta   | Descobridor(es)     | Categoria | Mais informações / Referência |
| Permanente | Provisória | Data        | Local        | Descobridor(es)     | Categoria | Mais informações / Referência |
| ---------- | ---------- | ----------- | ------------ | ------------------- | --------- | ----------------------------- |
| 465501     | 2008 UR15  | 8 out 2008  | Mount Lemmon | Mount Lemmon Survey | —         | MPC                           |
| 465502     | 2008 UZ32  | 20 out 2008 | Kitt Peak    | Spacewatch          | Brangane  | MPC                           |
| 465503     | 2008 UX34  | 20 out 2008 | Mount Lemmon | Mount Lemmon Survey | —         | MPC                           |
| 465504     | 2008 UA41  | 23 set 2008 | Mount Lemmon | Mount Lemmon Survey | —         | MPC                           |
| 465505     | 2008 UL47  | 20 out 2008 | Kitt Peak    | Spacewatch          | —         | MPC                           |
| 465506     | 2008 US65  | 7 out 2008  | Mount Lemmon | Mount Lemmon Survey | —         | MPC                           |
| 465507     | 2008 UP73  | 21 out 2008 | Kitt Peak    | Spacewatch          | —         | MPC                           |
| 465508     | 2008 UM74  | 21 out 2008 | Kitt Peak    | Spacewatch          | Brangane  | MPC                           |
| 465509     | 2008 UV82  | 22 out 2008 | Kitt Peak    | Spacewatch          | —         | MPC                           |
| 465510     | 2008 UT89  | 24 out 2008 | Mount Lemmon | Mount Lemmon Survey | —         | MPC                           |
| 465511     | 2008 UZ112 | 22 out 2008 | Kitt Peak    | Spacewatch          | —         | MPC                           |
| 465512     | 2008 UV127 | 22 out 2008 | Kitt Peak    | Spacewatch          | —         | MPC                           |
| 465513     | 2008 UO128 | 22 out 2008 | Lulin        | LUSS                | —         | MPC                           |
| 465514     | 2008 UU131 | 1 out 2008  | Mount Lemmon | Mount Lemmon Survey | Brangane  | MPC                           |
| 465515     | 2008 UB136 | 9 set 2008  | Mount Lemmon | Mount Lemmon Survey | —         | MPC                           |
| 465516     | 2008 UO137 | 23 out 2008 | Kitt Peak    | Spacewatch          | —         | MPC                           |
| 465517     | 2008 UD139 | 23 out 2008 | Kitt Peak    | Spacewatch          | —         | MPC                           |
| 465518     | 2008 UA146 | 23 out 2008 | Kitt Peak    | Spacewatch          | —         | MPC                           |
| 465519     | 2008 UC151 | 23 out 2008 | Kitt Peak    | Spacewatch          | —         | MPC                           |
| 465520     | 2008 UG154 | 23 out 2008 | Kitt Peak    | Spacewatch          | —         | MPC                           |
| 465521     | 2008 UR166 | 24 set 2008 | Mount Lemmon | Mount Lemmon Survey | Brangane  | MPC                           |
| 465522     | 2008 UL177 | 24 out 2008 | Mount Lemmon | Mount Lemmon Survey | —         | MPC                           |
| 465523     | 2008 UZ179 | 24 out 2008 | Kitt Peak    | Spacewatch          | —         | MPC                           |
| 465524     | 2008 UC183 | 24 out 2008 | Mount Lemmon | Mount Lemmon Survey | —         | MPC                           |
| 465525     | 2008 UL187 | 11 set 2007 | Kitt Peak    | Spacewatch          | —         | MPC                           |
| 465526     | 2008 UG192 | 27 set 2008 | Mount Lemmon | Mount Lemmon Survey | —         | MPC                           |
| 465527     | 2008 UH196 | 27 out 2008 | Mount Lemmon | Mount Lemmon Survey | —         | MPC                           |
| 465528     | 2008 US205 | 23 out 2008 | Cerro Burek  | Alianza S4 Obs.     | —         | MPC                           |
| 465529     | 2008 UR233 | 26 out 2008 | Kitt Peak    | Spacewatch          | Brangane  | MPC                           |
| 465530     | 2008 UU236 | 26 out 2008 | Kitt Peak    | Spacewatch          | —         | MPC                           |
| 465531     | 2008 UW248 | 26 out 2008 | Kitt Peak    | Spacewatch          | —         | MPC                           |
| 465532     | 2008 UL252 | 27 out 2008 | Kitt Peak    | Spacewatch          | —         | MPC                           |
| 465533     | 2008 UJ262 | 27 out 2008 | Kitt Peak    | Spacewatch          | —         | MPC                           |
| 465534     | 2008 UR265 | 23 set 2008 | Mount Lemmon | Mount Lemmon Survey | —         | MPC                           |
| 465535     | 2008 UQ267 | 28 out 2008 | Kitt Peak    | Spacewatch          | —         | MPC                           |
| 465536     | 2008 UU279 | 28 out 2008 | Mount Lemmon | Mount Lemmon Survey | —         | MPC                           |
| 465537     | 2008 UM285 | 29 set 2008 | Mount Lemmon | Mount Lemmon Survey | —         | MPC                           |
| 465538     | 2008 UX285 | 29 set 2008 | Kitt Peak    | Spacewatch          | —         | MPC                           |
| 465539     | 2008 UM306 | 30 out 2008 | Kitt Peak    | Spacewatch          | Brangane  | MPC                           |
| 465540     | 2008 UC322 | 28 set 2008 | Mount Lemmon | Mount Lemmon Survey | —         | MPC                           |
| 465541     | 2008 UP348 | 25 out 2008 | Kitt Peak    | Spacewatch          | —         | MPC                           |
| 465542     | 2008 UF349 | 27 out 2008 | Mount Lemmon | Mount Lemmon Survey | —         | MPC                           |
| 465543     | 2008 UJ349 | 27 out 2008 | Mount Lemmon | Mount Lemmon Survey | —         | MPC                           |
| 465544     | 2008 UE353 | 28 out 2008 | Kitt Peak    | Spacewatch          | —         | MPC                           |
| 465545     | 2008 UH369 | 27 out 2008 | Kitt Peak    | Spacewatch          | —         | MPC                           |
| 465546     | 2008 VP7   | 2 nov 2008  | Catalina     | CSS                 | —         | MPC                           |
| 465547     | 2008 VN12  | 2 nov 2008  | Mount Lemmon | Mount Lemmon Survey | —         | MPC                           |
| 465548     | 2008 VG40  | 22 out 2008 | Kitt Peak    | Spacewatch          | —         | MPC                           |
| 465549     | 2008 VD41  | 3 nov 2008  | Kitt Peak    | Spacewatch          | —         | MPC                           |
| 465550     | 2008 VF45  | 3 nov 2008  | Mount Lemmon | Mount Lemmon Survey | —         | MPC                           |
| 465551     | 2008 VR48  | 30 out 2008 | Kitt Peak    | Spacewatch          | —         | MPC                           |
| 465552     | 2008 VE63  | 22 set 2008 | Mount Lemmon | Mount Lemmon Survey | Brangane  | MPC                           |
| 465553     | 2008 VC66  | 1 nov 2008  | Mount Lemmon | Mount Lemmon Survey | —         | MPC                           |
| 465554     | 2008 WR11  | 23 out 2008 | Kitt Peak    | Spacewatch          | —         | MPC                           |
| 465555     | 2008 WQ18  | 28 out 2008 | Mount Lemmon | Mount Lemmon Survey | Ursula    | MPC                           |
| 465556     | 2008 WP31  | 19 nov 2008 | Mount Lemmon | Mount Lemmon Survey | —         | MPC                           |
| 465557     | 2008 WW35  | 23 out 2008 | Kitt Peak    | Spacewatch          | —         | MPC                           |
| 465558     | 2008 WX36  | 20 out 2008 | Mount Lemmon | Mount Lemmon Survey | —         | MPC                           |
| 465559     | 2008 WT46  | 17 nov 2008 | Kitt Peak    | Spacewatch          | —         | MPC                           |
| 465560     | 2008 WD68  | 18 nov 2008 | Kitt Peak    | Spacewatch          | —         | MPC                           |
| 465561     | 2008 WR80  | 20 nov 2008 | Kitt Peak    | Spacewatch          | —         | MPC                           |
| 465562     | 2008 WV82  | 20 nov 2008 | Kitt Peak    | Spacewatch          | —         | MPC                           |
| 465563     | 2008 WS87  | 1 nov 2008  | Mount Lemmon | Mount Lemmon Survey | —         | MPC                           |
| 465564     | 2008 WC92  | 25 jun 2007 | Kitt Peak    | Spacewatch          | —         | MPC                           |
| 465565     | 2008 WE103 | 7 out 2008  | Mount Lemmon | Mount Lemmon Survey | —         | MPC                           |
| 465566     | 2008 WX103 | 21 out 2008 | Kitt Peak    | Spacewatch          | —         | MPC                           |
| 465567     | 2008 WD109 | 5 set 2008  | Kitt Peak    | Spacewatch          | —         | MPC                           |
| 465568     | 2008 WY109 | 28 out 2008 | Kitt Peak    | Spacewatch          | —         | MPC                           |
| 465569     | 2008 WH113 | 18 nov 2008 | Kitt Peak    | Spacewatch          | —         | MPC                           |
| 465570     | 2008 WA114 | 3 set 2008  | Kitt Peak    | Spacewatch          | —         | MPC                           |
| 465571     | 2008 WE122 | 19 nov 2008 | Mount Lemmon | Mount Lemmon Survey | —         | MPC                           |
| 465572     | 2008 WZ130 | 19 nov 2008 | Mount Lemmon | Mount Lemmon Survey | —         | MPC                           |
| 465573     | 2008 WA131 | 22 nov 2008 | Kitt Peak    | Spacewatch          | —         | MPC                           |
| 465574     | 2008 WG138 | 30 nov 2008 | Kitt Peak    | Spacewatch          | —         | MPC                           |
| 465575     | 2008 WB139 | 30 nov 2008 | Socorro      | LINEAR              | —         | MPC                           |
| 465576     | 2008 XV13  | 6 nov 2008  | Kitt Peak    | Spacewatch          | —         | MPC                           |
| 465577     | 2008 XA51  | 4 dez 2008  | Kitt Peak    | Spacewatch          | Ursula    | MPC                           |
| 465578     | 2008 YZ14  | 23 out 2008 | Mount Lemmon | Mount Lemmon Survey | —         | MPC                           |
| 465579     | 2008 YT26  | 24 dez 2008 | Dauban       | F. Kugel            | —         | MPC                           |
| 465580     | 2008 YE42  | 6 nov 2008  | Mount Lemmon | Mount Lemmon Survey | —         | MPC                           |
| 465581     | 2008 YD59  | 22 dez 2008 | Kitt Peak    | Spacewatch          | —         | MPC                           |
| 465582     | 2008 YO80  | 30 dez 2008 | Kitt Peak    | Spacewatch          | —         | MPC                           |
| 465583     | 2008 YQ85  | 29 dez 2008 | Kitt Peak    | Spacewatch          | —         | MPC                           |
| 465584     | 2008 YR118 | 29 dez 2008 | Kitt Peak    | Spacewatch          | —         | MPC                           |
| 465585     | 2008 YG130 | 31 dez 2008 | Kitt Peak    | Spacewatch          | —         | MPC                           |
| 465586     | 2008 YB132 | 31 dez 2008 | Kitt Peak    | Spacewatch          | —         | MPC                           |
| 465587     | 2008 YK142 | 31 out 2008 | Mount Lemmon | Mount Lemmon Survey | —         | MPC                           |
| 465588     | 2008 YG162 | 21 dez 2008 | Kitt Peak    | Spacewatch          | —         | MPC                           |
| 465589     | 2008 YR172 | 21 dez 2008 | Kitt Peak    | Spacewatch          | —         | MPC                           |
| 465590     | 2009 AR35  | 22 dez 2008 | Mount Lemmon | Mount Lemmon Survey | —         | MPC                           |
| 465591     | 2009 AE43  | 3 jan 2009  | Kitt Peak    | Spacewatch          | —         | MPC                           |
| 465592     | 2009 AZ44  | 2 jan 2009  | Kitt Peak    | Spacewatch          | —         | MPC                           |
| 465593     | 2009 BL26  | 16 jan 2009 | Kitt Peak    | Spacewatch          | —         | MPC                           |
| 465594     | 2009 BX26  | 16 jan 2009 | Kitt Peak    | Spacewatch          | —         | MPC                           |
| 465595     | 2009 BU87  | 30 dez 2008 | Mount Lemmon | Mount Lemmon Survey | —         | MPC                           |
| 465596     | 2009 BQ127 | 29 jan 2009 | Kitt Peak    | Spacewatch          | —         | MPC                           |
| 465597     | 2009 BT133 | 29 jan 2009 | Kitt Peak    | Spacewatch          | —         | MPC                           |
| 465598     | 2009 BL137 | 29 jan 2009 | Kitt Peak    | Spacewatch          | —         | MPC                           |
| 465599     | 2009 BS141 | 30 jan 2009 | Kitt Peak    | Spacewatch          | —         | MPC                           |
| 465600     | 2009 BK172 | 18 jan 2009 | Kitt Peak    | Spacewatch          | —         | MPC                           |

## 465601–465700
| Designação | Designação | Descoberta  | Descoberta       | Descobridor(es)     | Categoria | Mais informações / Referência |
| Permanente | Provisória | Data        | Local            | Descobridor(es)     | Categoria | Mais informações / Referência |
| ---------- | ---------- | ----------- | ---------------- | ------------------- | --------- | ----------------------------- |
| 465601     | 2009 BE189 | 16 jan 2009 | Socorro          | LINEAR              | —         | MPC                           |
| 465602     | 2009 CU10  | 1 fev 2009  | Mount Lemmon     | Mount Lemmon Survey | —         | MPC                           |
| 465603     | 2009 CW27  | 1 fev 2009  | Kitt Peak        | Spacewatch          | —         | MPC                           |
| 465604     | 2009 CT43  | 14 fev 2009 | Mount Lemmon     | Mount Lemmon Survey | —         | MPC                           |
| 465605     | 2009 DV18  | 20 fev 2009 | Mount Lemmon     | Mount Lemmon Survey | —         | MPC                           |
| 465606     | 2009 DX22  | 14 fev 2009 | Kitt Peak        | Spacewatch          | —         | MPC                           |
| 465607     | 2009 DP43  | 11 set 2007 | Mount Lemmon     | Mount Lemmon Survey | —         | MPC                           |
| 465608     | 2009 DL49  | 19 fev 2009 | Kitt Peak        | Spacewatch          | —         | MPC                           |
| 465609     | 2009 DN50  | 19 fev 2009 | Kitt Peak        | Spacewatch          | Flora     | MPC                           |
| 465610     | 2009 DR53  | 1 fev 2009  | Mount Lemmon     | Mount Lemmon Survey | —         | MPC                           |
| 465611     | 2009 DC75  | 19 fev 2009 | Kitt Peak        | Spacewatch          | —         | MPC                           |
| 465612     | 2009 DT84  | 23 out 2004 | Kitt Peak        | Spacewatch          | —         | MPC                           |
| 465613     | 2009 DS125 | 19 fev 2009 | Kitt Peak        | Spacewatch          | —         | MPC                           |
| 465614     | 2009 DU130 | 28 fev 2009 | Kitt Peak        | Spacewatch          | —         | MPC                           |
| 465615     | 2009 DH135 | 28 fev 2009 | Kitt Peak        | Spacewatch          | —         | MPC                           |
| 465616     | 2009 EC    | 1 mar 2009  | Catalina         | CSS                 | —         | MPC                           |
| 465617     | 2009 EK1   | 2 mar 2009  | Mount Lemmon     | Mount Lemmon Survey | —         | MPC                           |
| 465618     | 2009 EJ29  | 2 mar 2009  | Mount Lemmon     | Mount Lemmon Survey | —         | MPC                           |
| 465619     | 2009 FJ22  | 18 mar 2009 | Siding Spring    | SSS                 | —         | MPC                           |
| 465620     | 2009 FT36  | 1 mar 2009  | Kitt Peak        | Spacewatch          | —         | MPC                           |
| 465621     | 2009 FQ42  | 28 mar 2009 | Kitt Peak        | Spacewatch          | —         | MPC                           |
| 465622     | 2009 FS52  | 29 mar 2009 | Kitt Peak        | Spacewatch          | —         | MPC                           |
| 465623     | 2009 FK72  | 20 fev 2009 | Kitt Peak        | Spacewatch          | —         | MPC                           |
| 465624     | 2009 HK15  | 16 mar 2009 | Mount Lemmon     | Mount Lemmon Survey | —         | MPC                           |
| 465625     | 2009 HR20  | 5 nov 2007  | Mount Lemmon     | Mount Lemmon Survey | —         | MPC                           |
| 465626     | 2009 HD22  | 17 abr 2009 | Kitt Peak        | Spacewatch          | —         | MPC                           |
| 465627     | 2009 HB23  | 17 abr 2009 | Kitt Peak        | Spacewatch          | —         | MPC                           |
| 465628     | 2009 HT31  | 19 abr 2009 | Kitt Peak        | Spacewatch          | —         | MPC                           |
| 465629     | 2009 HC38  | 2 abr 2009  | Mount Lemmon     | Mount Lemmon Survey | —         | MPC                           |
| 465630     | 2009 HH82  | 31 mar 2009 | Mount Lemmon     | Mount Lemmon Survey | —         | MPC                           |
| 465631     | 2009 HE93  | 30 abr 2009 | Kitt Peak        | Spacewatch          | —         | MPC                           |
| 465632     | 2009 JN2   | 13 mai 2009 | Tzec Maun        | F. Tozzi            | —         | MPC                           |
| 465633     | 2009 JR5   | 15 mai 2009 | Kitt Peak        | Spacewatch          | —         | MPC                           |
| 465634     | 2009 JS6   | 4 mai 2009  | Mount Lemmon     | Mount Lemmon Survey | —         | MPC                           |
| 465635     | 2009 KA13  | 14 mai 2009 | Kitt Peak        | Spacewatch          | —         | MPC                           |
| 465636     | 2009 KS15  | 23 abr 2009 | Kitt Peak        | Spacewatch          | —         | MPC                           |
| 465637     | 2009 KK17  | 30 abr 2009 | Kitt Peak        | Spacewatch          | —         | MPC                           |
| 465638     | 2009 KH23  | 20 abr 2009 | Kitt Peak        | Spacewatch          | —         | MPC                           |
| 465639     | 2009 LY6   | 15 jun 2009 | Mount Lemmon     | Mount Lemmon Survey | —         | MPC                           |
| 465640     | 2009 MN9   | 29 mai 2005 | Campo Imperatore | CINEOS              | —         | MPC                           |
| 465641     | 2009 PW3   | 30 jul 2009 | Kitt Peak        | Spacewatch          | —         | MPC                           |
| 465642     | 2009 PX7   | 15 ago 2009 | Kitt Peak        | Spacewatch          | —         | MPC                           |
| 465643     | 2009 PY12  | 15 ago 2009 | Kitt Peak        | Spacewatch          | —         | MPC                           |
| 465644     | 2009 QG3   | 31 jul 2009 | Kitt Peak        | Spacewatch          | —         | MPC                           |
| 465645     | 2009 QP3   | 16 ago 2009 | Catalina         | CSS                 | —         | MPC                           |
| 465646     | 2009 QJ7   | 16 ago 2009 | Kitt Peak        | Spacewatch          | —         | MPC                           |
| 465647     | 2009 QM9   | 19 ago 2009 | Hibiscus         | N. Teamo            | —         | MPC                           |
| 465648     | 2009 QA23  | 20 ago 2009 | Kitt Peak        | Spacewatch          | —         | MPC                           |
| 465649     | 2009 QD57  | 20 ago 2009 | Kitt Peak        | Spacewatch          | —         | MPC                           |
| 465650     | 2009 RT8   | 12 set 2009 | Kitt Peak        | Spacewatch          | Vesta     | MPC                           |
| 465651     | 2009 RN15  | 12 set 2009 | Kitt Peak        | Spacewatch          | Phocaea   | MPC                           |
| 465652     | 2009 RA35  | 14 set 2009 | Kitt Peak        | Spacewatch          | Vesta     | MPC                           |
| 465653     | 2009 RL35  | 14 set 2009 | Kitt Peak        | Spacewatch          | —         | MPC                           |
| 465654     | 2009 RR49  | 15 set 2009 | Kitt Peak        | Spacewatch          | —         | MPC                           |
| 465655     | 2009 RU49  | 15 set 2009 | Kitt Peak        | Spacewatch          | —         | MPC                           |
| 465656     | 2009 RB50  | 15 set 2009 | Kitt Peak        | Spacewatch          | —         | MPC                           |
| 465657     | 2009 RU54  | 15 set 2009 | Kitt Peak        | Spacewatch          | —         | MPC                           |
| 465658     | 2009 RX62  | 12 set 2009 | Kitt Peak        | Spacewatch          | Vesta     | MPC                           |
| 465659     | 2009 RE72  | 15 set 2009 | Kitt Peak        | Spacewatch          | —         | MPC                           |
| 465660     | 2009 RJ72  | 12 set 2009 | Kitt Peak        | Spacewatch          | —         | MPC                           |
| 465661     | 2009 RC73  | 15 set 2009 | Kitt Peak        | Spacewatch          | —         | MPC                           |
| 465662     | 2009 SD13  | 16 set 2009 | Mount Lemmon     | Mount Lemmon Survey | —         | MPC                           |
| 465663     | 2009 SD44  | 16 set 2009 | Kitt Peak        | Spacewatch          | —         | MPC                           |
| 465664     | 2009 SL47  | 16 set 2009 | Kitt Peak        | Spacewatch          | —         | MPC                           |
| 465665     | 2009 SV50  | 17 set 2009 | Kitt Peak        | Spacewatch          | —         | MPC                           |
| 465666     | 2009 SP51  | 17 set 2009 | Mount Lemmon     | Mount Lemmon Survey | —         | MPC                           |
| 465667     | 2009 SE69  | 17 set 2009 | Kitt Peak        | Spacewatch          | —         | MPC                           |
| 465668     | 2009 SG76  | 17 set 2009 | Kitt Peak        | Spacewatch          | —         | MPC                           |
| 465669     | 2009 SV76  | 7 abr 2003  | Kitt Peak        | Spacewatch          | —         | MPC                           |
| 465670     | 2009 SD80  | 30 ago 2005 | Kitt Peak        | Spacewatch          | —         | MPC                           |
| 465671     | 2009 SK91  | 18 set 2009 | Kitt Peak        | Spacewatch          | —         | MPC                           |
| 465672     | 2009 SD105 | 16 set 2009 | Kitt Peak        | Spacewatch          | —         | MPC                           |
| 465673     | 2009 SM108 | 16 set 2009 | Mount Lemmon     | Mount Lemmon Survey | —         | MPC                           |
| 465674     | 2009 SL136 | 5 abr 2003  | Kitt Peak        | Spacewatch          | —         | MPC                           |
| 465675     | 2009 SC138 | 18 set 2009 | Kitt Peak        | Spacewatch          | —         | MPC                           |
| 465676     | 2009 ST160 | 20 set 2009 | Kitt Peak        | Spacewatch          | —         | MPC                           |
| 465677     | 2009 SY193 | 12 set 2009 | Kitt Peak        | Spacewatch          | —         | MPC                           |
| 465678     | 2009 SY194 | 22 set 2009 | Kitt Peak        | Spacewatch          | —         | MPC                           |
| 465679     | 2009 SC203 | 22 set 2009 | Kitt Peak        | Spacewatch          | —         | MPC                           |
| 465680     | 2009 SE203 | 22 set 2009 | Kitt Peak        | Spacewatch          | —         | MPC                           |
| 465681     | 2009 SD205 | 18 set 2009 | Kitt Peak        | Spacewatch          | —         | MPC                           |
| 465682     | 2009 SC208 | 23 set 2009 | Kitt Peak        | Spacewatch          | —         | MPC                           |
| 465683     | 2009 SV212 | 23 set 2009 | Kitt Peak        | Spacewatch          | Phocaea   | MPC                           |
| 465684     | 2009 SA213 | 23 set 2009 | Kitt Peak        | Spacewatch          | —         | MPC                           |
| 465685     | 2009 SR215 | 15 set 2009 | Kitt Peak        | Spacewatch          | —         | MPC                           |
| 465686     | 2009 SD233 | 19 set 2009 | Catalina         | CSS                 | —         | MPC                           |
| 465687     | 2009 SC236 | 29 ago 2009 | Catalina         | CSS                 | —         | MPC                           |
| 465688     | 2009 SE258 | 21 set 2009 | Mount Lemmon     | Mount Lemmon Survey | Vesta     | MPC                           |
| 465689     | 2009 SO269 | 24 set 2009 | Kitt Peak        | Spacewatch          | —         | MPC                           |
| 465690     | 2009 SX269 | 24 set 2009 | Kitt Peak        | Spacewatch          | —         | MPC                           |
| 465691     | 2009 SC271 | 16 set 2009 | Kitt Peak        | Spacewatch          | —         | MPC                           |
| 465692     | 2009 SC281 | 18 ago 2009 | Kitt Peak        | Spacewatch          | —         | MPC                           |
| 465693     | 2009 SY285 | 25 out 2005 | Kitt Peak        | Spacewatch          | —         | MPC                           |
| 465694     | 2009 ST286 | 25 set 2009 | Kitt Peak        | Spacewatch          | —         | MPC                           |
| 465695     | 2009 SQ288 | 25 set 2009 | Catalina         | CSS                 | —         | MPC                           |
| 465696     | 2009 SU303 | 16 set 2009 | Catalina         | CSS                 | Phocaea   | MPC                           |
| 465697     | 2009 SE338 | 19 set 2009 | Catalina         | CSS                 | —         | MPC                           |
| 465698     | 2009 SZ341 | 16 set 2009 | Kitt Peak        | Spacewatch          | —         | MPC                           |
| 465699     | 2009 SC352 | 29 set 2009 | Mount Lemmon     | Mount Lemmon Survey | —         | MPC                           |
| 465700     | 2009 SN354 | 21 set 2009 | Mount Lemmon     | Mount Lemmon Survey | —         | MPC                           |

## 465701–465800
| Designação | Designação | Descoberta  | Descoberta       | Descobridor(es)            | Categoria | Mais informações / Referência |
| Permanente | Provisória | Data        | Local            | Descobridor(es)            | Categoria | Mais informações / Referência |
| ---------- | ---------- | ----------- | ---------------- | -------------------------- | --------- | ----------------------------- |
| 465701     | 2009 SM355 | 19 set 2009 | Mount Lemmon     | Mount Lemmon Survey        | —         | MPC                           |
| 465702     | 2009 TN22  | 13 out 2009 | La Sagra         | Mallorca Obs.              | —         | MPC                           |
| 465703     | 2009 TH25  | 14 out 2009 | Mount Lemmon     | Mount Lemmon Survey        | Meliboea  | MPC                           |
| 465704     | 2009 TB32  | 27 set 2009 | Catalina         | CSS                        | —         | MPC                           |
| 465705     | 2009 TN35  | 14 out 2009 | La Sagra         | Mallorca Obs.              | —         | MPC                           |
| 465706     | 2009 TK41  | 14 out 2009 | Catalina         | CSS                        | —         | MPC                           |
| 465707     | 2009 TR45  | 15 out 2009 | Catalina         | CSS                        | —         | MPC                           |
| 465708     | 2009 UW5   | 18 out 2009 | Catalina         | CSS                        | —         | MPC                           |
| 465709     | 2009 UX9   | 25 set 2009 | Kitt Peak        | Spacewatch                 | —         | MPC                           |
| 465710     | 2009 UG20  | 22 out 2009 | Auberry          | Sierra Remote Obs.         | —         | MPC                           |
| 465711     | 2009 UM32  | 21 set 2009 | Mount Lemmon     | Mount Lemmon Survey        | —         | MPC                           |
| 465712     | 2009 UU38  | 22 out 2009 | Mount Lemmon     | Mount Lemmon Survey        | —         | MPC                           |
| 465713     | 2009 UA62  | 17 out 2009 | Mount Lemmon     | Mount Lemmon Survey        | —         | MPC                           |
| 465714     | 2009 UK63  | 17 out 2009 | Mount Lemmon     | Mount Lemmon Survey        | —         | MPC                           |
| 465715     | 2009 UT66  | 19 mai 2004 | Campo Imperatore | CINEOS                     | —         | MPC                           |
| 465716     | 2009 UV69  | 28 set 2009 | Mount Lemmon     | Mount Lemmon Survey        | —         | MPC                           |
| 465717     | 2009 UQ83  | 23 out 2009 | Mount Lemmon     | Mount Lemmon Survey        | —         | MPC                           |
| 465718     | 2009 UT84  | 23 out 2009 | Mount Lemmon     | Mount Lemmon Survey        | —         | MPC                           |
| 465719     | 2009 UV85  | 19 set 2009 | Mount Lemmon     | Mount Lemmon Survey        | —         | MPC                           |
| 465720     | 2009 UB103 | 19 set 2009 | Catalina         | CSS                        | —         | MPC                           |
| 465721     | 2009 UQ107 | 21 set 2009 | Mount Lemmon     | Mount Lemmon Survey        | —         | MPC                           |
| 465722     | 2009 UL112 | 25 out 2009 | Kitt Peak        | Spacewatch                 | —         | MPC                           |
| 465723     | 2009 UU115 | 20 set 2009 | Kitt Peak        | Spacewatch                 | —         | MPC                           |
| 465724     | 2009 UT127 | 24 out 2009 | Kitt Peak        | Spacewatch                 | Ino       | MPC                           |
| 465725     | 2009 UD132 | 16 out 2009 | Catalina         | CSS                        | —         | MPC                           |
| 465726     | 2009 UT135 | 18 out 2009 | Catalina         | CSS                        | Eos       | MPC                           |
| 465727     | 2009 UD140 | 23 out 2009 | Kitt Peak        | Spacewatch                 | —         | MPC                           |
| 465728     | 2009 US151 | 22 out 2009 | Mount Lemmon     | Mount Lemmon Survey        | —         | MPC                           |
| 465729     | 2009 VV12  | 25 dez 2005 | Kitt Peak        | Spacewatch                 | —         | MPC                           |
| 465730     | 2009 VY12  | 18 out 2009 | Mount Lemmon     | Mount Lemmon Survey        | —         | MPC                           |
| 465731     | 2009 VH15  | 8 nov 2009  | Mount Lemmon     | Mount Lemmon Survey        | —         | MPC                           |
| 465732     | 2009 VP15  | 15 mar 2007 | Kitt Peak        | Spacewatch                 | —         | MPC                           |
| 465733     | 2009 VQ24  | 27 out 2009 | Kitt Peak        | Spacewatch                 | —         | MPC                           |
| 465734     | 2009 VV27  | 24 out 2009 | Kitt Peak        | Spacewatch                 | —         | MPC                           |
| 465735     | 2009 VF29  | 9 nov 2009  | Kitt Peak        | Spacewatch                 | —         | MPC                           |
| 465736     | 2009 VL32  | 9 nov 2009  | Mount Lemmon     | Mount Lemmon Survey        | —         | MPC                           |
| 465737     | 2009 VW50  | 22 set 2009 | Mount Lemmon     | Mount Lemmon Survey        | Eos       | MPC                           |
| 465738     | 2009 VS60  | 25 out 2009 | Kitt Peak        | Spacewatch                 | —         | MPC                           |
| 465739     | 2009 VV60  | 26 out 2009 | Kitt Peak        | Spacewatch                 | —         | MPC                           |
| 465740     | 2009 VN61  | 8 nov 2009  | Kitt Peak        | Spacewatch                 | —         | MPC                           |
| 465741     | 2009 VR72  | 19 out 2009 | Socorro          | LINEAR                     | Juno      | MPC                           |
| 465742     | 2009 VB78  | 9 nov 2009  | Catalina         | CSS                        | —         | MPC                           |
| 465743     | 2009 VT84  | 18 dez 2004 | Mount Lemmon     | Mount Lemmon Survey        | —         | MPC                           |
| 465744     | 2009 VJ87  | 10 nov 2009 | Kitt Peak        | Spacewatch                 | —         | MPC                           |
| 465745     | 2009 VC88  | 20 set 2009 | Mount Lemmon     | Mount Lemmon Survey        | —         | MPC                           |
| 465746     | 2009 VB100 | 9 nov 2009  | Kitt Peak        | Spacewatch                 | —         | MPC                           |
| 465747     | 2009 VT105 | 25 out 2009 | Catalina         | CSS                        | Ino       | MPC                           |
| 465748     | 2009 VL109 | 9 nov 2009  | Mount Lemmon     | Mount Lemmon Survey        | —         | MPC                           |
| 465749     | 2009 WO6   | 18 out 2009 | Siding Spring    | SSS                        | —         | MPC                           |
| 465750     | 2009 WU13  | 9 jun 2007  | Kitt Peak        | Spacewatch                 | —         | MPC                           |
| 465751     | 2009 WS26  | 16 nov 2009 | Kitt Peak        | Spacewatch                 | —         | MPC                           |
| 465752     | 2009 WU32  | 16 nov 2009 | Kitt Peak        | Spacewatch                 | —         | MPC                           |
| 465753     | 2009 WE45  | 25 out 2009 | Kitt Peak        | Spacewatch                 | Phocaea   | MPC                           |
| 465754     | 2009 WK45  | 9 nov 2009  | Mount Lemmon     | Mount Lemmon Survey        | —         | MPC                           |
| 465755     | 2009 WG50  | 19 nov 2009 | La Sagra         | Mallorca Obs.              | —         | MPC                           |
| 465756     | 2009 WC67  | 17 nov 2009 | Mount Lemmon     | Mount Lemmon Survey        | —         | MPC                           |
| 465757     | 2009 WG70  | 9 nov 2009  | Kitt Peak        | Spacewatch                 | —         | MPC                           |
| 465758     | 2009 WE71  | 18 nov 2009 | Kitt Peak        | Spacewatch                 | —         | MPC                           |
| 465759     | 2009 WW89  | 19 nov 2009 | Kitt Peak        | Spacewatch                 | —         | MPC                           |
| 465760     | 2009 WE105 | 23 nov 2009 | La Sagra         | Mallorca Obs.              | —         | MPC                           |
| 465761     | 2009 WM108 | 23 set 2004 | Kitt Peak        | Spacewatch                 | —         | MPC                           |
| 465762     | 2009 WA120 | 20 nov 2009 | Kitt Peak        | Spacewatch                 | —         | MPC                           |
| 465763     | 2009 WD133 | 23 out 2009 | Kitt Peak        | Spacewatch                 | —         | MPC                           |
| 465764     | 2009 WB153 | 19 nov 2009 | Mount Lemmon     | Mount Lemmon Survey        | —         | MPC                           |
| 465765     | 2009 WJ175 | 6 jun 2008  | Kitt Peak        | Spacewatch                 | —         | MPC                           |
| 465766     | 2009 WU181 | 10 nov 2009 | Kitt Peak        | Spacewatch                 | —         | MPC                           |
| 465767     | 2009 WH185 | 18 out 2009 | Mount Lemmon     | Mount Lemmon Survey        | —         | MPC                           |
| 465768     | 2009 WJ188 | 24 nov 2009 | Mount Lemmon     | Mount Lemmon Survey        | —         | MPC                           |
| 465769     | 2009 WY207 | 16 out 2009 | Mount Lemmon     | Mount Lemmon Survey        | —         | MPC                           |
| 465770     | 2009 WK210 | 18 nov 2009 | Kitt Peak        | Spacewatch                 | —         | MPC                           |
| 465771     | 2009 WE215 | 10 nov 2009 | Kitt Peak        | Spacewatch                 | —         | MPC                           |
| 465772     | 2009 WL219 | 22 set 2009 | Mount Lemmon     | Mount Lemmon Survey        | —         | MPC                           |
| 465773     | 2009 WT229 | 23 out 2009 | Mount Lemmon     | Mount Lemmon Survey        | Eos       | MPC                           |
| 465774     | 2009 WN230 | 17 nov 2009 | Kitt Peak        | Spacewatch                 | —         | MPC                           |
| 465775     | 2009 WF234 | 23 out 2009 | Kitt Peak        | Spacewatch                 | —         | MPC                           |
| 465776     | 2009 WM257 | 25 nov 2009 | Kitt Peak        | Spacewatch                 | —         | MPC                           |
| 465777     | 2009 XJ4   | 20 nov 2009 | Kitt Peak        | Spacewatch                 | —         | MPC                           |
| 465778     | 2009 XO4   | 9 nov 2009  | Kitt Peak        | Spacewatch                 | Brangane  | MPC                           |
| 465779     | 2009 YJ6   | 25 nov 2009 | Mount Lemmon     | Mount Lemmon Survey        | —         | MPC                           |
| 465780     | 2010 AP12  | 6 jan 2010  | Kitt Peak        | Spacewatch                 | —         | MPC                           |
| 465781     | 2010 AQ32  | 6 jan 2010  | Kitt Peak        | Spacewatch                 | —         | MPC                           |
| 465782     | 2010 AF33  | 7 jan 2010  | Kitt Peak        | Spacewatch                 | Brangane  | MPC                           |
| 465783     | 2010 AG37  | 7 jan 2010  | Kitt Peak        | Spacewatch                 | —         | MPC                           |
| 465784     | 2010 AO44  | 7 jan 2010  | Kitt Peak        | Spacewatch                 | —         | MPC                           |
| 465785     | 2010 AN47  | 8 jan 2010  | Kitt Peak        | Spacewatch                 | —         | MPC                           |
| 465786     | 2010 AU60  | 11 jan 2010 | Tzec Maun        | D. Chestnov, A. Novichonok | —         | MPC                           |
| 465787     | 2010 AL100 | 12 jan 2010 | WISE             | WISE                       | —         | MPC                           |
| 465788     | 2010 AL128 | 14 jan 2010 | WISE             | WISE                       | —         | MPC                           |
| 465789     | 2010 BV1   | 7 jan 2010  | Kitt Peak        | Spacewatch                 | —         | MPC                           |
| 465790     | 2010 BH9   | 16 jan 2010 | WISE             | WISE                       | —         | MPC                           |
| 465791     | 2010 BU34  | 18 jan 2010 | WISE             | WISE                       | —         | MPC                           |
| 465792     | 2010 BB37  | 19 jan 2010 | WISE             | WISE                       | —         | MPC                           |
| 465793     | 2010 BR66  | 22 jan 2010 | WISE             | WISE                       | —         | MPC                           |
| 465794     | 2010 CT2   | 5 fev 2010  | Kitt Peak        | Spacewatch                 | —         | MPC                           |
| 465795     | 2010 CW34  | 10 fev 2010 | Kitt Peak        | Spacewatch                 | Brangane  | MPC                           |
| 465796     | 2010 CC36  | 10 fev 2010 | Kitt Peak        | Spacewatch                 | —         | MPC                           |
| 465797     | 2010 CS44  | 14 fev 2010 | Calvin-Rehoboth  | Calvin–Rehoboth Obs.       | —         | MPC                           |
| 465798     | 2010 CV63  | 9 fev 2010  | Kitt Peak        | Spacewatch                 | —         | MPC                           |
| 465799     | 2010 CB72  | 13 fev 2010 | Socorro          | LINEAR                     | —         | MPC                           |
| 465800     | 2010 CH77  | 13 fev 2010 | Mount Lemmon     | Mount Lemmon Survey        | —         | MPC                           |

## 465801–465900
| Designação | Designação | Descoberta  | Descoberta   | Descobridor(es)     | Categoria | Mais informações / Referência |
| Permanente | Provisória | Data        | Local        | Descobridor(es)     | Categoria | Mais informações / Referência |
| ---------- | ---------- | ----------- | ------------ | ------------------- | --------- | ----------------------------- |
| 465801     | 2010 CL84  | 20 nov 2008 | Kitt Peak    | Spacewatch          | —         | MPC                           |
| 465802     | 2010 CP115 | 27 nov 2009 | Mount Lemmon | Mount Lemmon Survey | Brangane  | MPC                           |
| 465803     | 2010 CN116 | 27 nov 2009 | Mount Lemmon | Mount Lemmon Survey | —         | MPC                           |
| 465804     | 2010 CK122 | 9 fev 2010  | Kitt Peak    | Spacewatch          | —         | MPC                           |
| 465805     | 2010 CA146 | 15 fev 2010 | Catalina     | CSS                 | —         | MPC                           |
| 465806     | 2010 CF153 | 12 jan 2010 | Kitt Peak    | Spacewatch          | —         | MPC                           |
| 465807     | 2010 CS179 | 14 fev 2010 | Catalina     | CSS                 | —         | MPC                           |
| 465808     | 2010 CN182 | 13 fev 2010 | Mount Lemmon | Mount Lemmon Survey | —         | MPC                           |
| 465809     | 2010 CU182 | 27 out 2008 | Kitt Peak    | Spacewatch          | —         | MPC                           |
| 465810     | 2010 CB183 | 22 dez 2003 | Kitt Peak    | Spacewatch          | —         | MPC                           |
| 465811     | 2010 CH248 | 6 jan 2010  | Kitt Peak    | Spacewatch          | Brangane  | MPC                           |
| 465812     | 2010 DH42  | 22 out 2008 | Kitt Peak    | Spacewatch          | —         | MPC                           |
| 465813     | 2010 DG48  | 2 dez 2008  | Mount Lemmon | Mount Lemmon Survey | Ursula    | MPC                           |
| 465814     | 2010 DE74  | 17 fev 2010 | Kitt Peak    | Spacewatch          | —         | MPC                           |
| 465815     | 2010 EF41  | 4 mar 2010  | Kitt Peak    | Spacewatch          | —         | MPC                           |
| 465816     | 2010 EZ42  | 8 jan 2010  | Mount Lemmon | Mount Lemmon Survey | —         | MPC                           |
| 465817     | 2010 EP66  | 4 mar 2010  | Kitt Peak    | Spacewatch          | —         | MPC                           |
| 465818     | 2010 EW77  | 19 fev 2010 | Mount Lemmon | Mount Lemmon Survey | —         | MPC                           |
| 465819     | 2010 EQ86  | 13 mar 2010 | Mount Lemmon | Mount Lemmon Survey | —         | MPC                           |
| 465820     | 2010 ER104 | 12 mar 2010 | Catalina     | CSS                 | —         | MPC                           |
| 465821     | 2010 EE122 | 15 mar 2010 | Kitt Peak    | Spacewatch          | —         | MPC                           |
| 465822     | 2010 EU132 | 12 mar 2010 | Mount Lemmon | Mount Lemmon Survey | —         | MPC                           |
| 465823     | 2010 EU134 | 12 mar 2010 | Kitt Peak    | Spacewatch          | —         | MPC                           |
| 465824     | 2010 FR    | 18 mar 2010 | Catalina     | CSS                 | —         | MPC                           |
| 465825     | 2010 FD96  | 16 mar 2010 | Mount Lemmon | Mount Lemmon Survey | —         | MPC                           |
| 465826     | 2010 GA24  | 4 abr 2010  | Catalina     | CSS                 | —         | MPC                           |
| 465827     | 2010 GF134 | 23 jan 2010 | WISE         | WISE                | —         | MPC                           |
| 465828     | 2010 GB135 | 4 abr 2010  | Kitt Peak    | Spacewatch          | —         | MPC                           |
| 465829     | 2010 HD18  | 22 out 2008 | Kitt Peak    | Spacewatch          | —         | MPC                           |
| 465830     | 2010 HC79  | 15 mai 2005 | Mount Lemmon | Mount Lemmon Survey | —         | MPC                           |
| 465831     | 2010 JX10  | 2 mai 2010  | WISE         | WISE                | —         | MPC                           |
| 465832     | 2010 JZ35  | 13 jan 2010 | WISE         | WISE                | —         | MPC                           |
| 465833     | 2010 JX117 | 8 mai 2010  | Mount Lemmon | Mount Lemmon Survey | —         | MPC                           |
| 465834     | 2010 LQ30  | 6 jun 2010  | WISE         | WISE                | —         | MPC                           |
| 465835     | 2010 LG53  | 9 jun 2010  | WISE         | WISE                | —         | MPC                           |
| 465836     | 2010 ME34  | 24 abr 2006 | Kitt Peak    | Spacewatch          | —         | MPC                           |
| 465837     | 2010 ME45  | 22 jun 2010 | WISE         | WISE                | —         | MPC                           |
| 465838     | 2010 MJ46  | 23 jun 2010 | WISE         | WISE                | —         | MPC                           |
| 465839     | 2010 NT53  | 1 out 2003  | Kitt Peak    | Spacewatch          | —         | MPC                           |
| 465840     | 2010 NN67  | 29 mar 2009 | Kitt Peak    | Spacewatch          | —         | MPC                           |
| 465841     | 2010 NS110 | 14 jan 2008 | Kitt Peak    | Spacewatch          | —         | MPC                           |
| 465842     | 2010 OO16  | 25 set 2006 | Kitt Peak    | Spacewatch          | —         | MPC                           |
| 465843     | 2010 OV24  | 19 jul 2010 | WISE         | WISE                | —         | MPC                           |
| 465844     | 2010 OW36  | 21 jul 2010 | WISE         | WISE                | —         | MPC                           |
| 465845     | 2010 OK80  | 26 jul 2010 | WISE         | WISE                | —         | MPC                           |
| 465846     | 2010 OK122 | 27 out 2006 | Catalina     | CSS                 | —         | MPC                           |
| 465847     | 2010 PJ41  | 6 ago 2010  | WISE         | WISE                | —         | MPC                           |
| 465848     | 2010 PQ51  | 8 ago 2010  | WISE         | WISE                | —         | MPC                           |
| 465849     | 2010 PD60  | 15 out 2007 | Mount Lemmon | Mount Lemmon Survey | —         | MPC                           |
| 465850     | 2010 PC61  | 10 ago 2010 | Kitt Peak    | Spacewatch          | —         | MPC                           |
| 465851     | 2010 PP78  | 10 ago 2010 | Kitt Peak    | Spacewatch          | —         | MPC                           |
| 465852     | 2010 RS16  | 2 set 2010  | Socorro      | LINEAR              | —         | MPC                           |
| 465853     | 2010 RJ42  | 5 set 2010  | Mount Lemmon | Mount Lemmon Survey | —         | MPC                           |
| 465854     | 2010 RV48  | 1 fev 2008  | Mount Lemmon | Mount Lemmon Survey | —         | MPC                           |
| 465855     | 2010 RB59  | 13 ago 2010 | Kitt Peak    | Spacewatch          | —         | MPC                           |
| 465856     | 2010 RC67  | 13 jan 2008 | Kitt Peak    | Spacewatch          | —         | MPC                           |
| 465857     | 2010 RW77  | 7 set 2010  | La Sagra     | Mallorca Obs.       | —         | MPC                           |
| 465858     | 2010 RG99  | 10 set 2010 | Kitt Peak    | Spacewatch          | —         | MPC                           |
| 465859     | 2010 RE102 | 10 set 2010 | Kitt Peak    | Spacewatch          | —         | MPC                           |
| 465860     | 2010 RJ106 | 10 set 2010 | Kitt Peak    | Spacewatch          | —         | MPC                           |
| 465861     | 2010 RQ111 | 11 set 2010 | Kitt Peak    | Spacewatch          | —         | MPC                           |
| 465862     | 2010 RH116 | 11 set 2010 | Kitt Peak    | Spacewatch          | Iannini   | MPC                           |
| 465863     | 2010 RC123 | 23 mar 2006 | Kitt Peak    | Spacewatch          | —         | MPC                           |
| 465864     | 2010 RJ123 | 9 set 2010  | Kitt Peak    | Spacewatch          | —         | MPC                           |
| 465865     | 2010 RD166 | 2 mar 2009  | Kitt Peak    | Spacewatch          | —         | MPC                           |
| 465866     | 2010 SF8   | 16 mar 2009 | Mount Lemmon | Mount Lemmon Survey | —         | MPC                           |
| 465867     | 2010 SS15  | 28 set 2003 | Kitt Peak    | Spacewatch          | —         | MPC                           |
| 465868     | 2010 SX26  | 10 set 2010 | Kitt Peak    | Spacewatch          | —         | MPC                           |
| 465869     | 2010 SW28  | 23 jun 2010 | Mount Lemmon | Mount Lemmon Survey | —         | MPC                           |
| 465870     | 2010 TX6   | 5 mai 2006  | Kitt Peak    | Spacewatch          | —         | MPC                           |
| 465871     | 2010 TK10  | 11 set 2010 | Kitt Peak    | Spacewatch          | —         | MPC                           |
| 465872     | 2010 TY15  | 3 out 2010  | Kitt Peak    | Spacewatch          | —         | MPC                           |
| 465873     | 2010 TU21  | 17 set 2010 | Kitt Peak    | Spacewatch          | —         | MPC                           |
| 465874     | 2010 TB22  | 25 out 2003 | Kitt Peak    | Spacewatch          | —         | MPC                           |
| 465875     | 2010 TG22  | 10 mar 2005 | Mount Lemmon | Mount Lemmon Survey | —         | MPC                           |
| 465876     | 2010 TL24  | 1 out 2010  | Kitt Peak    | Spacewatch          | —         | MPC                           |
| 465877     | 2010 TA28  | 2 set 2010  | Mount Lemmon | Mount Lemmon Survey | —         | MPC                           |
| 465878     | 2010 TM34  | 11 jan 2008 | Mount Lemmon | Mount Lemmon Survey | —         | MPC                           |
| 465879     | 2010 TG79  | 12 ago 2010 | Kitt Peak    | Spacewatch          | —         | MPC                           |
| 465880     | 2010 TF86  | 1 out 2010  | Mount Lemmon | Mount Lemmon Survey | —         | MPC                           |
| 465881     | 2010 TL129 | 14 nov 2007 | Kitt Peak    | Spacewatch          | —         | MPC                           |
| 465882     | 2010 TC139 | 18 jan 2008 | Kitt Peak    | Spacewatch          | —         | MPC                           |
| 465883     | 2010 TF147 | 1 out 2010  | Catalina     | CSS                 | —         | MPC                           |
| 465884     | 2010 TG148 | 2 mai 2006  | Mount Lemmon | Mount Lemmon Survey | —         | MPC                           |
| 465885     | 2010 TE155 | 18 set 2010 | Mount Lemmon | Mount Lemmon Survey | —         | MPC                           |
| 465886     | 2010 TB162 | 2 out 2010  | Mount Lemmon | Mount Lemmon Survey | —         | MPC                           |
| 465887     | 2010 TT168 | 13 out 2010 | Catalina     | CSS                 | —         | MPC                           |
| 465888     | 2010 TH171 | 8 out 2010  | Catalina     | CSS                 | Mitidika  | MPC                           |
| 465889     | 2010 UT2   | 23 jul 2010 | WISE         | WISE                | —         | MPC                           |
| 465890     | 2010 UW3   | 28 set 2006 | Kitt Peak    | Spacewatch          | —         | MPC                           |
| 465891     | 2010 UA4   | 29 ago 2006 | Kitt Peak    | Spacewatch          | —         | MPC                           |
| 465892     | 2010 UT7   | 29 out 2010 | Mount Lemmon | Mount Lemmon Survey | —         | MPC                           |
| 465893     | 2010 UR16  | 14 dez 2003 | Kitt Peak    | Spacewatch          | —         | MPC                           |
| 465894     | 2010 UK17  | 10 nov 1996 | Kitt Peak    | Spacewatch          | —         | MPC                           |
| 465895     | 2010 UE44  | 3 nov 2006  | Mount Lemmon | Mount Lemmon Survey | —         | MPC                           |
| 465896     | 2010 UE56  | 13 dez 2006 | Kitt Peak    | Spacewatch          | —         | MPC                           |
| 465897     | 2010 UK58  | 16 dez 1993 | Kitt Peak    | Spacewatch          | —         | MPC                           |
| 465898     | 2010 UN80  | 14 out 2010 | Mount Lemmon | Mount Lemmon Survey | —         | MPC                           |
| 465899     | 2010 UX89  | 11 set 2010 | Mount Lemmon | Mount Lemmon Survey | —         | MPC                           |
| 465900     | 2010 UG107 | 30 set 2009 | Mount Lemmon | Mount Lemmon Survey | Vesta     | MPC                           |

## 465901–466000
| Designação | Designação | Descoberta  | Descoberta   | Descobridor(es)     | Categoria | Mais informações / Referência |
| Permanente | Provisória | Data        | Local        | Descobridor(es)     | Categoria | Mais informações / Referência |
| ---------- | ---------- | ----------- | ------------ | ------------------- | --------- | ----------------------------- |
| 465901     | 2010 VL22  | 12 nov 2006 | Mount Lemmon | Mount Lemmon Survey | —         | MPC                           |
| 465902     | 2010 VF30  | 19 jan 2008 | Mount Lemmon | Mount Lemmon Survey | —         | MPC                           |
| 465903     | 2010 VU30  | 19 nov 2003 | Kitt Peak    | Spacewatch          | —         | MPC                           |
| 465904     | 2010 VZ46  | 2 nov 2010  | Kitt Peak    | Spacewatch          | —         | MPC                           |
| 465905     | 2010 VY54  | 27 ago 2006 | Kitt Peak    | Spacewatch          | Mitidika  | MPC                           |
| 465906     | 2010 VJ57  | 12 dez 2006 | Kitt Peak    | Spacewatch          | —         | MPC                           |
| 465907     | 2010 VY81  | 3 nov 2010  | Kitt Peak    | Spacewatch          | —         | MPC                           |
| 465908     | 2010 VV90  | 19 out 1995 | Kitt Peak    | Spacewatch          | —         | MPC                           |
| 465909     | 2010 VM105 | 28 out 2010 | Mount Lemmon | Mount Lemmon Survey | Vesta     | MPC                           |
| 465910     | 2010 VT107 | 3 set 2010  | Mount Lemmon | Mount Lemmon Survey | —         | MPC                           |
| 465911     | 2010 VF113 | 26 abr 2008 | Kitt Peak    | Spacewatch          | —         | MPC                           |
| 465912     | 2010 VT118 | 13 out 2010 | Mount Lemmon | Mount Lemmon Survey | —         | MPC                           |
| 465913     | 2010 VB120 | 8 nov 2010  | Kitt Peak    | Spacewatch          | —         | MPC                           |
| 465914     | 2010 VQ152 | 21 out 2006 | Mount Lemmon | Mount Lemmon Survey | —         | MPC                           |
| 465915     | 2010 VE192 | 17 nov 2006 | Kitt Peak    | Spacewatch          | —         | MPC                           |
| 465916     | 2010 VR194 | 17 nov 2006 | Mount Lemmon | Mount Lemmon Survey | —         | MPC                           |
| 465917     | 2010 VV194 | 30 out 2010 | Mount Lemmon | Mount Lemmon Survey | —         | MPC                           |
| 465918     | 2010 VG198 | 11 set 2010 | Mount Lemmon | Mount Lemmon Survey | —         | MPC                           |
| 465919     | 2010 VT206 | 16 nov 2006 | Kitt Peak    | Spacewatch          | —         | MPC                           |
| 465920     | 2010 VZ209 | 3 nov 2010  | Mount Lemmon | Mount Lemmon Survey | —         | MPC                           |
| 465921     | 2010 VT210 | 4 nov 2010  | Mount Lemmon | Mount Lemmon Survey | —         | MPC                           |
| 465922     | 2010 VC220 | 30 set 1995 | Kitt Peak    | Spacewatch          | —         | MPC                           |
| 465923     | 2010 WX3   | 13 fev 2008 | Mount Lemmon | Mount Lemmon Survey | —         | MPC                           |
| 465924     | 2010 WH16  | 12 nov 2010 | Mount Lemmon | Mount Lemmon Survey | —         | MPC                           |
| 465925     | 2010 WD29  | 21 nov 2006 | Mount Lemmon | Mount Lemmon Survey | —         | MPC                           |
| 465926     | 2010 WU35  | 10 dez 2006 | Kitt Peak    | Spacewatch          | —         | MPC                           |
| 465927     | 2010 WE52  | 13 dez 2006 | Kitt Peak    | Spacewatch          | —         | MPC                           |
| 465928     | 2010 WY57  | 24 dez 2006 | Kitt Peak    | Spacewatch          | —         | MPC                           |
| 465929     | 2010 WC70  | 15 nov 2010 | Catalina     | CSS                 | —         | MPC                           |
| 465930     | 2010 XA4   | 17 nov 2006 | Kitt Peak    | Spacewatch          | —         | MPC                           |
| 465931     | 2010 XN50  | 8 dez 2010  | Mount Lemmon | Mount Lemmon Survey | —         | MPC                           |
| 465932     | 2010 XV55  | 10 dez 2010 | Mount Lemmon | Mount Lemmon Survey | —         | MPC                           |
| 465933     | 2010 XW71  | 2 dez 2010  | Mount Lemmon | Mount Lemmon Survey | —         | MPC                           |
| 465934     | 2010 XZ71  | 25 nov 2006 | Mount Lemmon | Mount Lemmon Survey | —         | MPC                           |
| 465935     | 2010 XT77  | 6 nov 2010  | Mount Lemmon | Mount Lemmon Survey | Phocaea   | MPC                           |
| 465936     | 2010 XJ83  | 13 dez 2010 | Mount Lemmon | Mount Lemmon Survey | —         | MPC                           |
| 465937     | 2010 YT4   | 10 jan 2007 | Mount Lemmon | Mount Lemmon Survey | —         | MPC                           |
| 465938     | 2011 AR20  | 14 jan 2002 | Socorro      | LINEAR              | —         | MPC                           |
| 465939     | 2011 AU22  | 15 nov 2010 | Mount Lemmon | Mount Lemmon Survey | —         | MPC                           |
| 465940     | 2011 AB30  | 9 jan 2011  | Kitt Peak    | Spacewatch          | —         | MPC                           |
| 465941     | 2011 AA33  | 10 mar 2007 | Mount Lemmon | Mount Lemmon Survey | —         | MPC                           |
| 465942     | 2011 AB39  | 21 fev 2007 | Mount Lemmon | Mount Lemmon Survey | —         | MPC                           |
| 465943     | 2011 AS47  | 27 jan 2007 | Mount Lemmon | Mount Lemmon Survey | —         | MPC                           |
| 465944     | 2011 AH53  | 15 abr 2007 | Kitt Peak    | Spacewatch          | —         | MPC                           |
| 465945     | 2011 AD65  | 14 dez 2010 | Mount Lemmon | Mount Lemmon Survey | —         | MPC                           |
| 465946     | 2011 AL68  | 14 jan 2011 | Kitt Peak    | Spacewatch          | —         | MPC                           |
| 465947     | 2011 BQ15  | 23 fev 2007 | Kitt Peak    | Spacewatch          | —         | MPC                           |
| 465948     | 2011 BG26  | 19 jan 2002 | Kitt Peak    | Spacewatch          | —         | MPC                           |
| 465949     | 2011 BJ33  | 13 jan 2011 | Kitt Peak    | Spacewatch          | —         | MPC                           |
| 465950     | 2011 BR33  | 11 jan 2011 | Kitt Peak    | Spacewatch          | —         | MPC                           |
| 465951     | 2011 BA34  | 13 jan 2011 | Kitt Peak    | Spacewatch          | —         | MPC                           |
| 465952     | 2011 BC47  | 12 set 2004 | Kitt Peak    | Spacewatch          | —         | MPC                           |
| 465953     | 2011 BK49  | 26 mar 2007 | Kitt Peak    | Spacewatch          | —         | MPC                           |
| 465954     | 2011 BX49  | 22 set 2000 | Kitt Peak    | Spacewatch          | —         | MPC                           |
| 465955     | 2011 BK60  | 24 jan 2011 | Kitt Peak    | Spacewatch          | —         | MPC                           |
| 465956     | 2011 BO62  | 11 jan 2011 | Kitt Peak    | Spacewatch          | —         | MPC                           |
| 465957     | 2011 BR67  | 17 ago 2009 | Kitt Peak    | Spacewatch          | —         | MPC                           |
| 465958     | 2011 BR73  | 17 jan 2011 | Mount Lemmon | Mount Lemmon Survey | Eos       | MPC                           |
| 465959     | 2011 BE93  | 28 jan 2011 | Mount Lemmon | Mount Lemmon Survey | —         | MPC                           |
| 465960     | 2011 BG102 | 28 set 2009 | Mount Lemmon | Mount Lemmon Survey | —         | MPC                           |
| 465961     | 2011 BE103 | 7 abr 2007  | Mount Lemmon | Mount Lemmon Survey | —         | MPC                           |
| 465962     | 2011 BP105 | 25 fev 2007 | Kitt Peak    | Spacewatch          | —         | MPC                           |
| 465963     | 2011 BJ109 | 18 set 2009 | Kitt Peak    | Spacewatch          | —         | MPC                           |
| 465964     | 2011 BY115 | 5 dez 2010  | Mount Lemmon | Mount Lemmon Survey | —         | MPC                           |
| 465965     | 2011 BG120 | 29 jan 2011 | Mount Lemmon | Mount Lemmon Survey | —         | MPC                           |
| 465966     | 2011 BT122 | 2 dez 2005  | Kitt Peak    | Spacewatch          | —         | MPC                           |
| 465967     | 2011 BP161 | 27 out 2005 | Kitt Peak    | Spacewatch          | —         | MPC                           |
| 465968     | 2011 CH6   | 16 set 2009 | Kitt Peak    | Spacewatch          | —         | MPC                           |
| 465969     | 2011 CN6   | 11 jan 2011 | Mount Lemmon | Mount Lemmon Survey | —         | MPC                           |
| 465970     | 2011 CX10  | 7 ago 2008  | Kitt Peak    | Spacewatch          | —         | MPC                           |
| 465971     | 2011 CD12  | 18 out 2009 | Kitt Peak    | Spacewatch          | —         | MPC                           |
| 465972     | 2011 CL20  | 21 fev 2006 | Mount Lemmon | Mount Lemmon Survey | —         | MPC                           |
| 465973     | 2011 CM20  | 16 jan 2011 | Mount Lemmon | Mount Lemmon Survey | —         | MPC                           |
| 465974     | 2011 CG25  | 10 dez 2010 | Mount Lemmon | Mount Lemmon Survey | —         | MPC                           |
| 465975     | 2011 CP25  | 24 jan 2011 | Mount Lemmon | Mount Lemmon Survey | —         | MPC                           |
| 465976     | 2011 CU30  | 16 jan 2011 | Mount Lemmon | Mount Lemmon Survey | —         | MPC                           |
| 465977     | 2011 CX30  | 8 dez 2010  | Mount Lemmon | Mount Lemmon Survey | —         | MPC                           |
| 465978     | 2011 CA42  | 18 out 2009 | Kitt Peak    | Spacewatch          | —         | MPC                           |
| 465979     | 2011 CX45  | 13 mar 2007 | Kitt Peak    | Spacewatch          | —         | MPC                           |
| 465980     | 2011 CF52  | 7 fev 2011  | Mount Lemmon | Mount Lemmon Survey | —         | MPC                           |
| 465981     | 2011 CO57  | 12 fev 2002 | Kitt Peak    | Spacewatch          | —         | MPC                           |
| 465982     | 2011 CQ79  | 25 nov 2009 | Mount Lemmon | Mount Lemmon Survey | Brangane  | MPC                           |
| 465983     | 2011 CG84  | 20 set 2009 | Mount Lemmon | Mount Lemmon Survey | —         | MPC                           |
| 465984     | 2011 CY89  | 24 out 2009 | Kitt Peak    | Spacewatch          | —         | MPC                           |
| 465985     | 2011 CZ101 | 18 out 2009 | Mount Lemmon | Mount Lemmon Survey | —         | MPC                           |
| 465986     | 2011 CW110 | 24 set 2008 | Mount Lemmon | Mount Lemmon Survey | —         | MPC                           |
| 465987     | 2011 DS2   | 15 set 2009 | Kitt Peak    | Spacewatch          | —         | MPC                           |
| 465988     | 2011 DL14  | 15 set 2004 | Kitt Peak    | Spacewatch          | —         | MPC                           |
| 465989     | 2011 DD27  | 22 nov 2009 | Mount Lemmon | Mount Lemmon Survey | —         | MPC                           |
| 465990     | 2011 DA29  | 21 set 2009 | Mount Lemmon | Mount Lemmon Survey | —         | MPC                           |
| 465991     | 2011 EG1   | 17 out 2009 | Catalina     | CSS                 | —         | MPC                           |
| 465992     | 2011 ET11  | 1 fev 2006  | Kitt Peak    | Spacewatch          | —         | MPC                           |
| 465993     | 2011 EZ52  | 9 mar 2011  | Kitt Peak    | Spacewatch          | Eos       | MPC                           |
| 465994     | 2011 EZ69  | 26 out 2008 | Kitt Peak    | Spacewatch          | Brangane  | MPC                           |
| 465995     | 2011 EQ77  | 31 jan 2006 | Mount Lemmon | Mount Lemmon Survey | —         | MPC                           |
| 465996     | 2011 EO83  | 29 dez 2005 | Socorro      | LINEAR              | —         | MPC                           |
| 465997     | 2011 FJ34  | 9 out 2008  | Kitt Peak    | Spacewatch          | Brangane  | MPC                           |
| 465998     | 2011 FB50  | 15 out 2004 | Socorro      | LINEAR              | —         | MPC                           |
| 465999     | 2011 FY55  | 14 abr 2010 | WISE         | WISE                | —         | MPC                           |
| 466000     | 2011 FC63  | 17 out 2003 | Kitt Peak    | Spacewatch          | Brangane  | MPC                           |